# Sambas de Enredo Rio Carnaval 2024
Sambas de Enredo Rio Carnaval 2024 é um álbum com os sambas de enredo das escolas de samba do Grupo Especial do Rio de Janeiro para o carnaval do ano de 2024. Foi lançado nas principais plataformas de streaming de áudio no dia nacional do samba, comemorado em 2 de dezembro de 2023. O álbum tem produção fonográfica da Editora Musical Escola de Samba (Edimusa) e selo musical da Gravadora Escola de Samba (Gravasamba). Produzido por Alceu Maia, o álbum foi gravado na Cidade das Artes, na Zona Oeste do Rio de Janeiro, durante o mês de outubro de 2023. A ideia dos responsáveis foi aproximar a sonoridade do álbum de uma gravação ao vivo, com intérpretes cantando e ritmistas tocando juntos, como acontece nos desfiles.
Campeã do carnaval de 2023, a Imperatriz Leopoldinense estampa a capa do álbum e é a faixa de abertura com um samba sobre um fictício testamento deixado por uma cigana que instrui sobre a interpretação de sonhos, a leitura das mãos e outros apontamentos místicos. Vice-campeã do carnaval de 2023, a Viradouro apresenta um samba sobre o culto ao vodu Dambê. A Vila Isabel apresenta uma nova versão para o clássico "Gbalá - Viagem ao Templo da Criação", de autoria de Martinho da Vila, vencedor do Estandarte de Ouro de melhor samba do carnaval de 1993. A obra da Beija-Flor imagina um encontro da escola com Rás Gonguila, figura de destaque do carnaval de Maceió no século XX, que se dizia descendente do último imperador da Etiópia. O samba da Mangueira homenageia a cantora Alcione. "Nosso Destino É Ser Onça", da Grande Rio, aborda a mitologia tupinambá e a simbologia da onça no cenário artístico-cultural brasileiro.
O samba do Salgueiro tem como tema a mitologia Yanomami e a defesa dos povos indígenas. O Paraíso do Tuiuti apresenta um samba sobre o "Almirante Negro" João Cândido, militar brasileiro, líder da Revolta da Chibata. "O Conto de Fados", da Unidos da Tijuca, versa sobre as lendas e histórias populares de Portugal. Inspirado no livro Um Defeito de Cor, o samba da Portela imagina uma mensagem de Luís Gama para sua mãe, Luísa Mahin, figura central do livro. A Mocidade Independente apresenta um samba bem-humorado sobre o caju. Campeã da Série Ouro (segunda divisão do carnaval) de 2023, a Unidos do Porto da Pedra retorna ao Grupo Especial com um samba sobre o Lunario Perpetuo, um almanaque publicado na Espanha em 1594 e reeditado inúmeras vezes ao longo de séculos, se tornando muito popular na Região Nordeste do Brasil.
Após 33 anos consecutivos, o álbum deixou de ser comercializado em CD, ficando restrito às plataformas de streaming. Os sambas de Salgueiro e Viradouro foram os únicos a receber nota máxima dos julgadores do carnaval de 2024. O samba da Imperatriz Leopoldinense foi o mais premiado do ano. Após o carnaval foi lançado o álbum Sambas de Enredo Rio Carnaval (Ao Vivo Sapucaí 2024), com os sambas gravados, ao vivo, no sambódromo, durante os desfiles oficiais.

## Antecedentes
O Salgueiro foi a primeira escola a divulgar seu enredo para o carnaval de 2024. A agremiação contratou o enredista Igor Ricardo, que desenvolveu, junto com o carnavalesco Edson Pereira, o enredo "Hutukara", sobre a mitologia Yanomami e em defesa dos povos indígenas, que sofrem uma crise humanitária, agravada em 2022. Na língua yanomami, hutukara significa "o céu original a partir do qual se formou a terra". O enredo foi lançado no aniversário de setenta anos do Salgueiro, em 5 de março de 2023. O enredo foi desenvolvido com a colaboração de Davi Kopenawa, escritor e líder político yanomami.

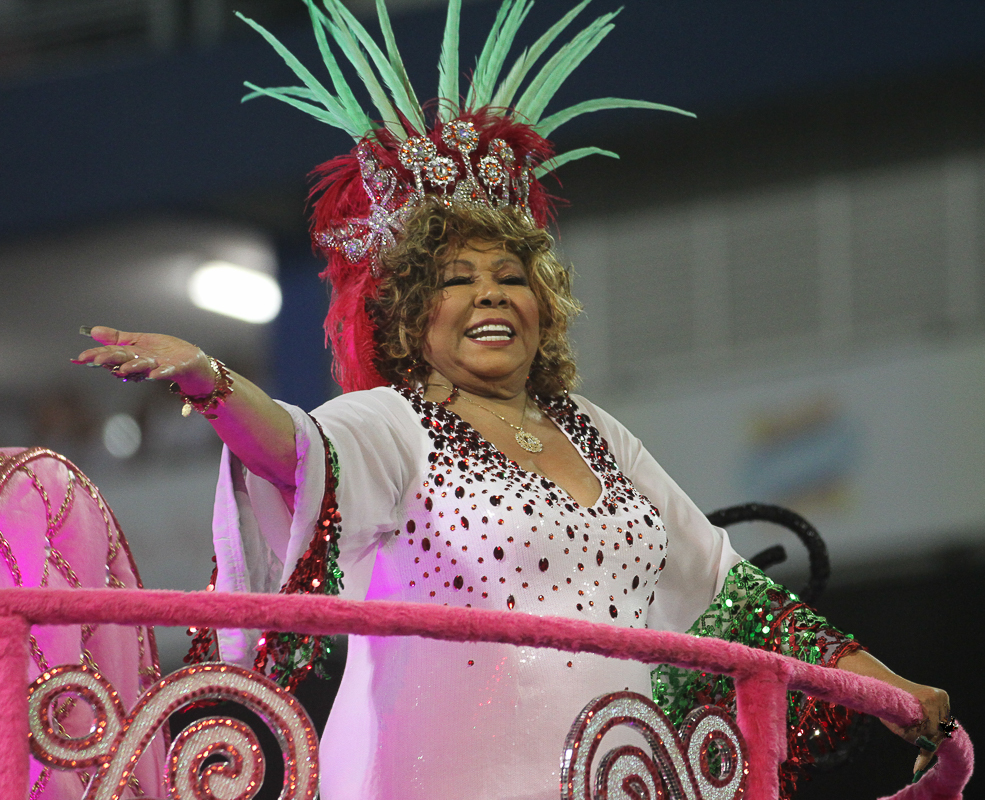
A cantora Alcione é tema do enredo da Mangueira para o carnaval de 2024.

Campeã da Série Ouro (segunda divisão) do carnaval de 2023, a Unidos do Porto da Pedra retornou ao Grupo Especial após doze anos de seu rebaixamento, em 2012. Em 11 de março de 2023 a escola divulgou seu enredo sobre o Lunario Perpetuo, um almanaque ilustrado com xilogravuras composto por Jerónimo Cortés, publicado na Espanha em 1594 e reeditado inúmeras vezes ao longo de séculos, com variações em seu título e conteúdo. Foi publicado em português pela primeira vez em 1703, se tornando muito popular no Brasil. Segundo Câmara Cascudo, foi o livro mais lido no nordeste brasileiro durante dois séculos. O enredo "Lunário Perpétuo: A Profética do Saber Popular" foi desenvolvido pelo carnavalesco Mauro Quintaes junto com o enredista Diego Araújo. A escola trocou de intérprete, substituindo Nêgo por Wantuir, que estava na Unidos da Tijuca.
No dia 13 de março de 2023, a Mangueira anunciou que faria um enredo em homenagem a cantora Alcione, torcedora mangueirense e fundadora da escola mirim Mangueira do Amanhã. O enredo "A Negra Voz do Amanhã", desenvolvido pelos carnavalescos Annik Salmon e Guilherme Estevão e pela enredista Sthefanye Paz, foi oficialmente lançado em 28 de abril de 2023 durante a festa de aniversário de 95 anos da escola.
Campeã do carnaval de 2023, a Imperatriz Leopoldinense anunciou seu enredo em 22 de março de 2023. Assinado pelo carnavalesco Leandro Vieira, "Com a Sorte Virada pra Lua Segundo o Testamento da Cigana Esmeralda" é baseado num folheto de ficção do escritor paraibano Leandro Gomes de Barros sobre um testamento deixado por uma cigana que instrui sobre a interpretação de sonhos, a leitura das mãos e outros apontamentos místicos.
"No descortinar da leitura do folheto, a gente se depara com uma série de ensinamentos de caráter popular sobre a interpretação de sonhos, com uma tabela que predetermina dias felizes e dias de má sorte, com caminhos para a leitura da sorte na palma da mão e a influência dos astros nos caminhos humanos com direito, inclusive, a uma semana astrológica. É material para delírio carnavalesco pra tudo que é lado. E o melhor de tudo é que não precisa de longas teses ou muita explicação para ser compreendido. É cultura popular feita pelo povo e para o povo."
— Leandro Vieira, carnavalesco da Imperatriz, sobre o enredo da escola.

Em 24 de março de 2023, a Grande Rio divulgou seu enredo para o carnaval de 2024. Assinado pelos carnavalescos Gabriel Haddad e Leonardo Bora, "Nosso Destino É Ser Onça" é baseado no premiado livro Meu Destino É Ser Onça, do escritor Alberto Mussa. O enredo aborda a origem do mundo na mitologia tupinambá e reflete sobre a simbologia da onça no cenário artístico-cultural brasileiro. Após o fraco desempenho no carnaval de 2023, a Portela trocou de carnavalescos. Criticados pelo desfile apresentado sobre o centenário da escola, Renato e Márcia Lage deixaram a agremiação. A Portela montou uma nova dupla de carnavalescos formada por André Rodrigues, demitido da Beija-Flor, e Antônio Gonzaga, que estreou como carnavalesco em 2023 no Arranco. No dia 1 de abril de 2023, a escola divulgou seu enredo para 2024: "Um Defeito de Cor", inspirado no livro homônimo da escritora mineira Ana Maria Gonçalves que, por sua vez, é baseado na trajetória de Luísa Mahin, africana sequestrada e traficada para ser escravizada no Brasil.
"A gente quer reconectar a Portela com suas raízes negras, suas raízes profundas. O enredo da Portela é uma celebração à mulher preta brasileira. A gente usa a figura da Luísa Mahin, personagem do livro Um Defeito de Cor, da Ana Maria Gonçalves, pra todas essas mulheres pretas que construíram o Brasil que a gente acredita. E a Portela não deixa de ser essa grande anciã preta, essa mãe pro nosso carnaval, pro nosso samba, pra nossa história."
— Antonio Gonzaga, um dos carnavalescos da Portela, sobre o enredo da escola.

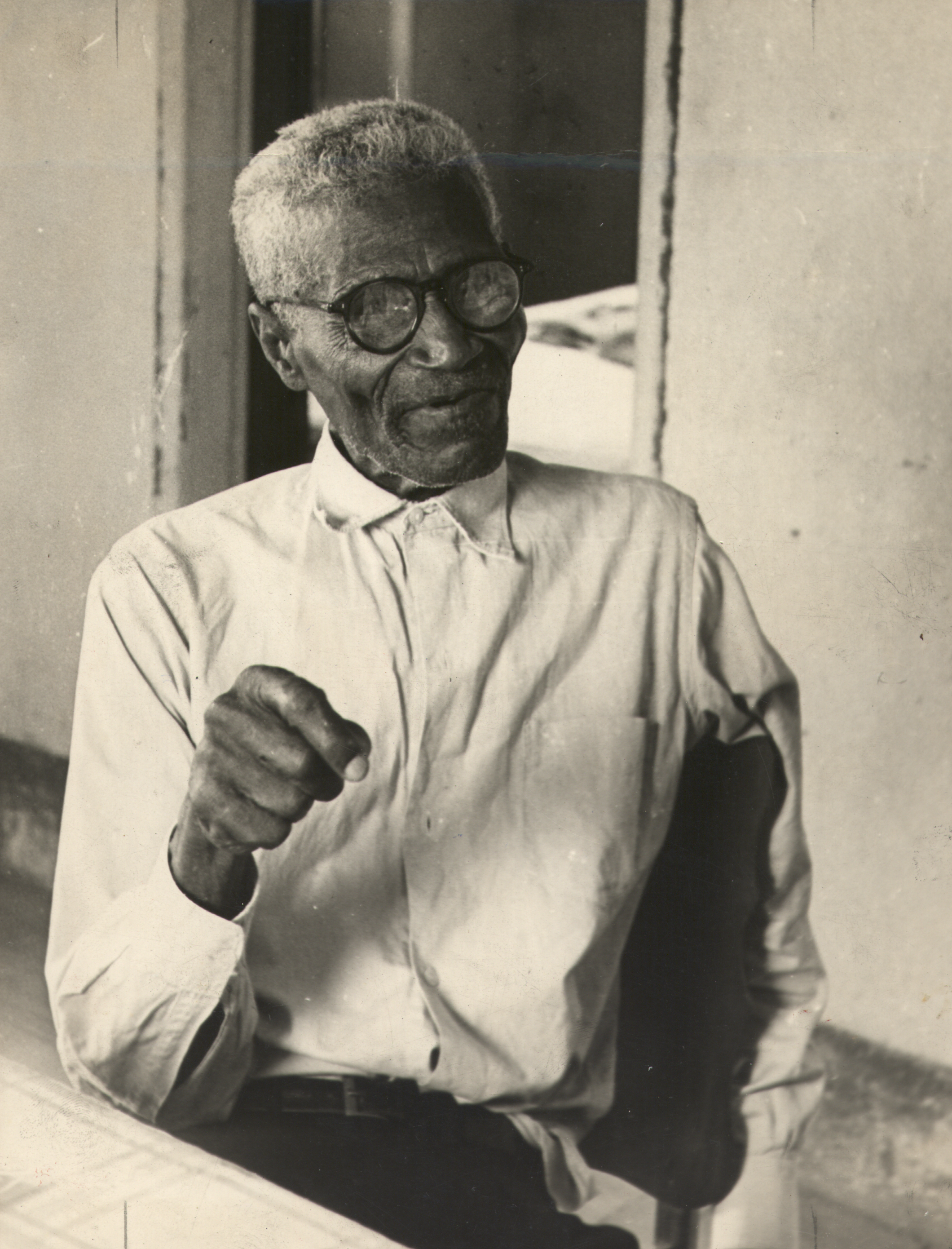
João Cândido, o "Almirante Negro", é homenageado no enredo do Tuiuti.

O Paraíso do Tuiuti perdeu o carnavalesco João Vitor Araújo para a Beija-Flor e o intérprete Wander Pires para a Viradouro. A escola demitiu a carnavalesca Rosa Magalhães e recontratou o carnavalesco Jack Vasconcelos, responsável pelo enredo que deu o vice-campeonato para o Tuiuti no carnaval de 2018. Em 5 de abril de 2023, dia em que completou 71 anos de existência, a escola anunciou seu enredo para 2024: "Glória ao Almirante Negro!", uma homenagem a João Cândido, também conhecido como Almirante Negro, militar brasileiro, líder da Revolta da Chibata. Para substituir Wander Pires, a escola contratou o intérprete Pixulé, que voltou a uma escola do Grupo Especial após dez anos cantando em agremiações dos grupos de acesso.
A Viradouro divulgou seu enredo em 20 de abril de 2023. "Arroboboi, Dangbé" trata do culto ao vodu Dambê, representado por uma píton-real. O enredo, assinado pelo carnavalesco Tarcísio Zanon, aborda desde a manifestação da energia na costa ocidental da África até a chegada do culto ao Brasil, com a instalação de terreiros na Bahia pela sacerdotisa Ludovina Pessoa e a formação do candomblé Jeje. Com a saída de Zé Paulo Sierra, que defendeu a agremiação por 9 anos, a Viradouro contratou o intérprete Wander Pires, que estava no Paraíso do Tuiuti. No dia 26 de abril, a Unidos de Vila Isabel anunciou a reedição do seu enredo de 1993, "Gbalá - Viagem ao Templo da Criação", originalmente criado pelo carnavalesco Oswaldo Jardim, baseado na cultura iorubá. A reedição, assinada por Paulo Barros, manteve a narrativa original, tendo como ponto de partida um mundo corrompido, após o homem se perder da missão inicial, designada por Oxalá, de ajudar a cuidar e manter a Terra em plena harmonia. Tomado pela ganância, a humanidade envenenou o planeta fazendo com que o seu criador também adoecesse. A esperança de salvação são as crianças, de todo o mundo, que são levadas ao Templo da Criação de Olorum, onde são ensinadas sobre a criação do mundo e do homem como uma forma de "salvar" as novas gerações dos erros cometidos pela humanidade.
A Beija-Flor divulgou seu enredo em 13 de maio de 2023. A escola recebeu cerca de oito milhões de reais da prefeitura de Maceió para realizar um desfile sobre a cidade com enfoque na cultura popular da capital alagoana. A Beija-Flor contratou o carnavalesco João Vitor Araújo, que desenvolveu o enredo "Um Delírio de Carnaval na Maceió de Rás Gonguila", sobre Benedito dos Santos, engraxate, filho de escravos, que se dizia descendente do último imperador da Etiópia. Adotando o nome de Rás Gonguila, fundou um bloco carnavalesco na cidade, se tornando figura de destaque no carnaval alagoano do século XX. Ainda em 13 de maio, a Unidos da Tijuca anunciou seu enredo para 2024: "O Conto de Fados", sobre lendas e histórias populares de Portugal. O enredo foi desenvolvido pelo carnavalesco Alexandre Louzada, que se desligou da Beija-Flor logo após o carnaval de 2023. A escola contratou o intérprete Ito Melodia, que estava no Império Serrano, para substituir Wantuir e Wic Tavares.
A última escola a divulgar seu enredo foi a Mocidade Independente de Padre Miguel. A agremiação teria eleição presidencial em abril de 2023, mas uma decisão judicial suspendeu o processo eleitoral para apurar irregularidades no processo de recadastramento dos sócios ocorrido em 2022. A escola marcou um evento de lançamento do enredo para o dia 10 de maio de 2023, mas uma nova decisão judicial proibiu a divulgação do enredo. Em 27 de junho, a escola conseguiu reverter a decisão judicial, e pode enfim divulgar seu enredo para 2024. Assinado pelo carnavalesco Marcus Ferreira, junto com o jornalista e escritor Fábio Fabato, "Pede Caju que Dou... Pé de Caju que Dá!" aborda as histórias, lendas e curiosidades sobre o caju. Dispensado da Viradouro, Zé Paulo Sierra foi contratado como novo intérprete da Mocidade, substituindo Nino do Milênio.
"[...] olhando os enredos, olhando a natureza deles e uma vontade da gente redescobrir a alegria e a tropicalidade da Mocidade, surgiu essa ideia: 'Poxa, por que não apostar em um fruto que seja uma espécie de síntese do Brasil?'. Ou seja, a nossa intenção é de algum modo, a partir dele, voltar a investigar o Brasil, mas com muita alegria, com muita felicidade de novo. É resgatar um espírito de felicidade da Mocidade. Esse foi o sentido, a vontade. E não posso dizer que foi fácil chegar nessa conclusão, afinal a gente mesmo se pega pensando: 'Caramba, caju? O enredo é uma fruta?'. Mas, na verdade, é a partir dessa fruta que queremos falar do Brasil. É uma grande homenagem ao nosso país."
— Fábio Fabato, enredista da Mocidade, sobre o enredo da escola.

## Escolha dos sambas
O Paraíso do Tuiuti não fez concurso para escolher seu samba-enredo. Após dois anos realizando disputas, a escola voltou a encomendar seu samba, prática realizada pela agremiação entre 2018 e 2020. O samba-enredo do Tuiuti para 2024 foi oficialmente apresentado no dia 4 de agosto de 2023 numa festa na quadra da escola. O samba foi composto pelos mesmos autores do samba de 2023: Cláudio Russo, Moacyr Luz, Gusttavo Clarão, Júlio Alves, Alessandro Falcão, Pier Ubertini e W Correia. Cláudio e Moacyr assinam o samba da escola pelo sexto carnaval consecutivo, enquanto Alves e Falcão assinam pelo quarto ano seguido.

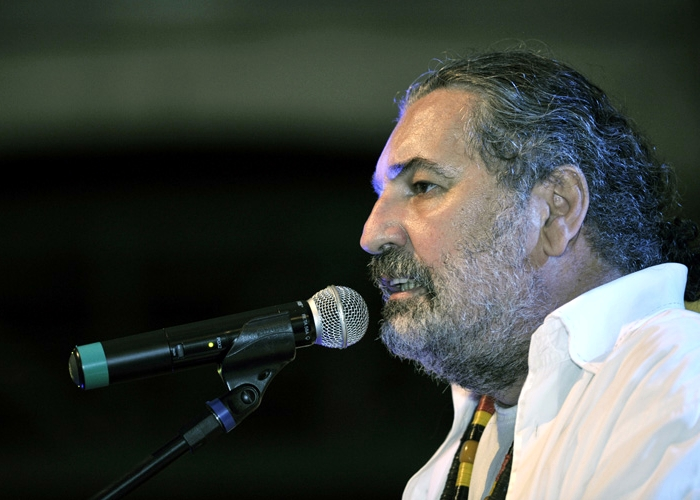
Moacyr Luz é um dos compositores do samba do Paraíso do Tuiuti.

"Este samba representa falar de uma história de luta, uma das mais bonitas histórias do Brasil, personagem muito forte que é João Cândido [...] Nós tentamos nesse samba fazer uma letra muito forte com uma melodia de fácil entendimento. Não tentamos fazer nada mirabolante com a melodia. Tentamos uma melodia mais fácil com a letra um pouco mais apurada [...] Eu gosto muito do samba todo, mas me chama atenção o começo da segunda do samba que vem do ‘Meu nego / a esquadra foi rendida / e toda gente comovida’ até o ‘preferiu a traição’, isso sintetiza tudo que aconteceu com João Cândido. E depois de tudo que aconteceu, o governo traiu ele com a falsa promessa de anistia."
— Cláudio Russo, um dos compositores do samba da Tuiuti.

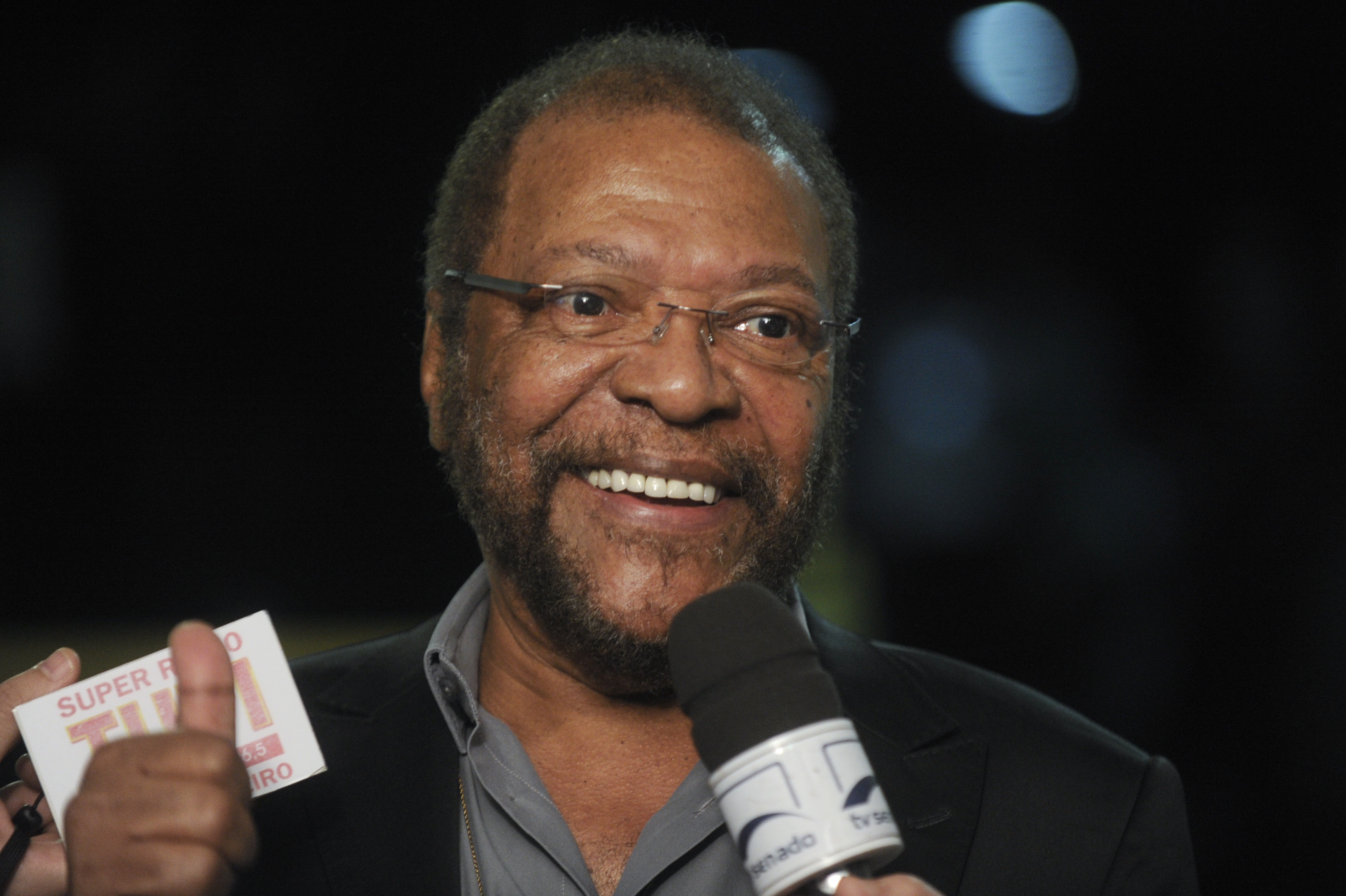
Martinho da Vila é o autor do samba-enredo da Vila Isabel.

A Unidos de Vila Isabel também não realizou disputa. A escola optou por reeditar o clássico "Gbalá - Viagem ao Templo da Criação", de Martinho da Vila, obra vencedora do Estandarte de Ouro de melhor samba-enredo do carnaval de 1993. A regravação do samba pelo intérprete Tinga foi divulgada pela escola em 11 de agosto de 2023. A obra foi apresentada oficialmente na madrugada de 30 de setembro de 2023 numa festa na quadra da escola.

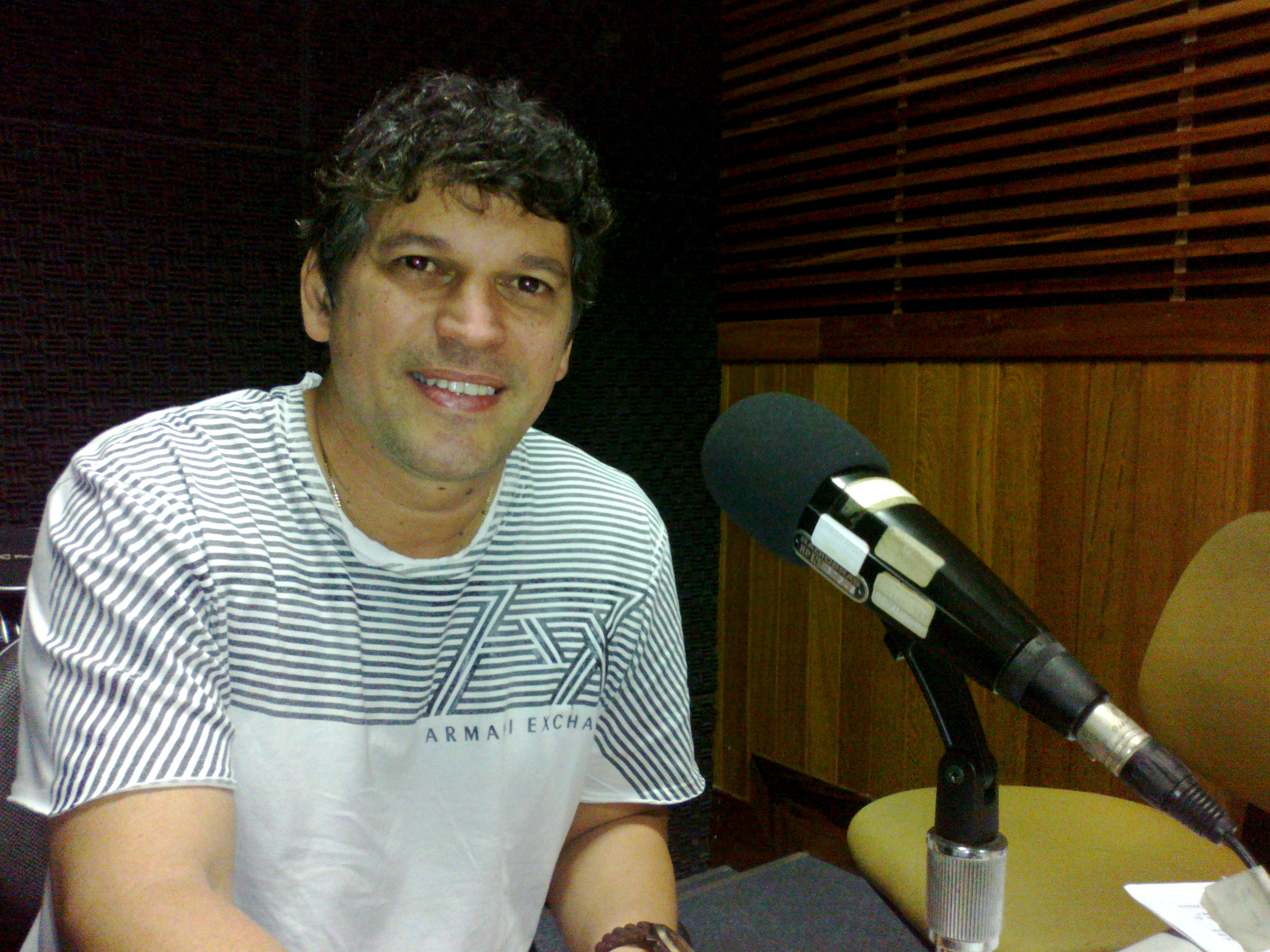
Gustavo Clarão é um dos compositores dos sambas do Tuiuti e do Porto da Pedra.

Das escolas que realizaram disputa, a Porto da Pedra foi a primeira a definir seu samba para 2024. A escola realizou a final do seu concurso na madrugada de 27 de agosto de 2023 em sua quadra em São Gonçalo. Dos cinco sambas inscritos em seu concurso, quatro foram levados à final. Venceu o samba composto por Guga Martins, Passos Júnior, Gustavo Clarão, Lucas Macedo, Leandro Gaúcho, Clairton Fonseca, Richard Valença, Gigi da Estiva, Abílio Jr., Marquinho Paloma, Cristiano Teles e Ailson Picanço.
A Grande Rio recebeu a inscrição de onze sambas concorrentes. Assim como no ano anterior, o intérprete oficial da escola, Evandro Malandro, gravou todos os sambas a um preço abaixo do custo de mercado, numa parceria com a escola, a fim de diminuir os custos da disputa pros compositores. Quatro obras chegaram à final, realizada na madrugada de 1 de outubro de 2023 na quadra da escola. Venceu o samba composto por Derê, Marcelinho Júnior, Robson Moratelli, Rafael Ribeiro, Tony Vietinã e Eduardo Queiroz. Maior vencedor de disputas da escola, Derê assina seu décimo samba na agremiação.

A Viradouro também realizou a final da sua disputa na madrugada de 1 de outubro. Ao todo, a escola recebeu a inscrição de 24 sambas concorrentes. Três obras chegaram a final. Venceu a composição da parceira formada por Claudio Mattos, Cláudio Russo, Júlio Alves, Thiago Meiners, Manolo, Anderson Lemos, Vinicius Xavier, Celino Dias, Bertolo e Marco Moreno.

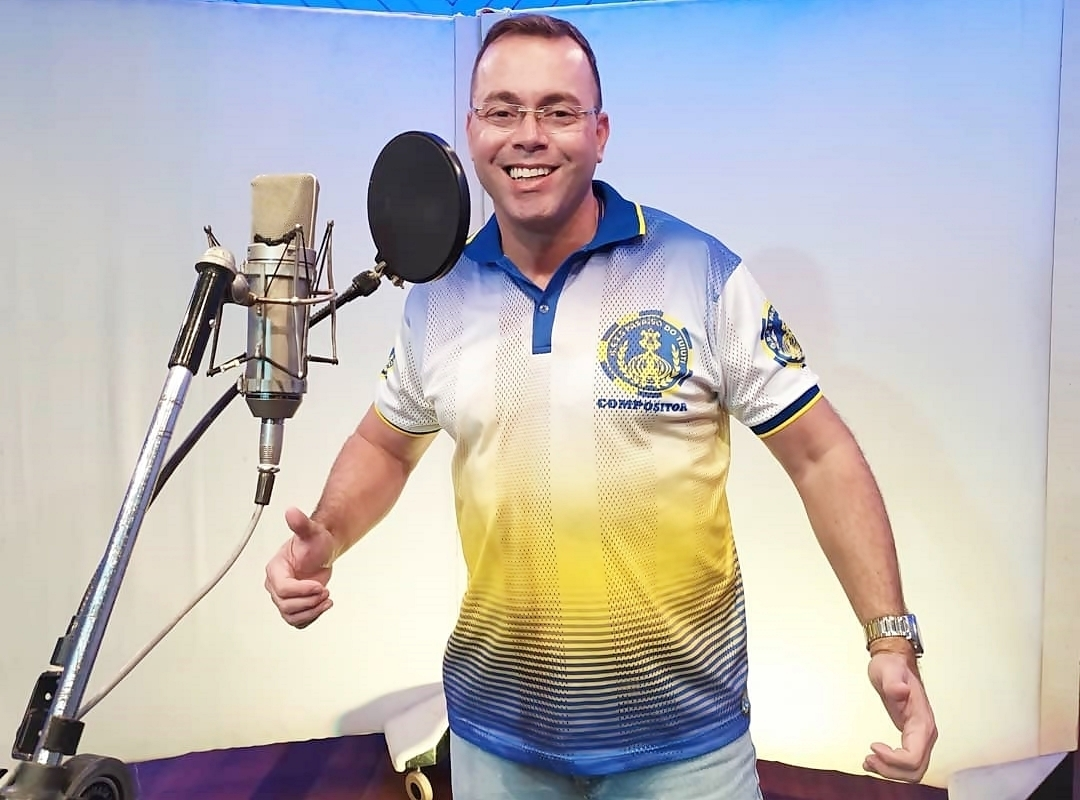
Cláudio Russo está entre os compositores dos sambas da Viradouro, do Tuiuti e da Tijuca.

"É uma emoção muito grande vencer novamente. A última vez em que eu havia ganho samba aqui foi no ano do ‘ensaboa’, onde a escola foi campeã e o samba foi um grande sucesso na avenida. Como o próprio presidente (Marcelinho Calil) falou, foi a disputa mais forte da escola. Fico muito feliz de ter vencido diante de outros dois sambas muito bons também. Eu gosto do samba por inteiro, mas acredito que o pré-refrão seja o ponto alto do samba, já que prepara o público muito bem para o refrão principal."
— Cláudio Russo, um dos compositores do samba da Viradouro.

A Beija-Flor recebeu a inscrição de 22 sambas em seu concurso. A escola foi eliminando os sambas semanalmente em forma de classificatória. Quando atingiu a quantidade de dez sambas na disputa, a escola gravou as obras na voz de Neguinho da Beija-Flor. A final da disputa foi realizada na madrugada de 6 de outubro de 2023 com três sambas concorrentes. Venceu a obra dos compositores Kirraizinho, Lucas Gringo, Wilsinho Paz, Venir Vieira, Marquinhos Beija-Flor, Dr. Rogério, Chacal do Sax, Ramon Quintanilha e Naldinho.

A Portela recebeu a inscrição de 21 sambas em seu concurso. A final da disputa foi realizada na madrugada de 7 de outubro de 2023, na quadra da escola, em Madureira. Três obras chegaram à final. Venceu o samba composto por Wanderley Monteiro, Rafael Gigante, Vinicius Ferreira, Jefferson Oliveira, Hélio Porto, Bira e André do Posto 7. Com a vitória, Wanderley assina sua oitava obra na escola, se tornando o compositor com mais sambas na história da Portela, ultrapassando David Corrêa e Noca da Portela, autores de sete sambas na agremiação. Após o polêmico resultado do ano anterior, quando o samba escolhido recebeu diversas críticas, a Portela decidiu divulgar a quantidade de votos em cada samba e o voto dado por cada segmento. Foram 24 votos para a parceria vencedora contra seis votos para a parceria liderada por Samir Trindade e zero votos para a parceria de Jorge do Batuke. Participaram da votação segmentos da escola (como intérprete, diretor de bateria e casal de mestre-sala e porta-bandeira), além de baluartes e jornalistas.

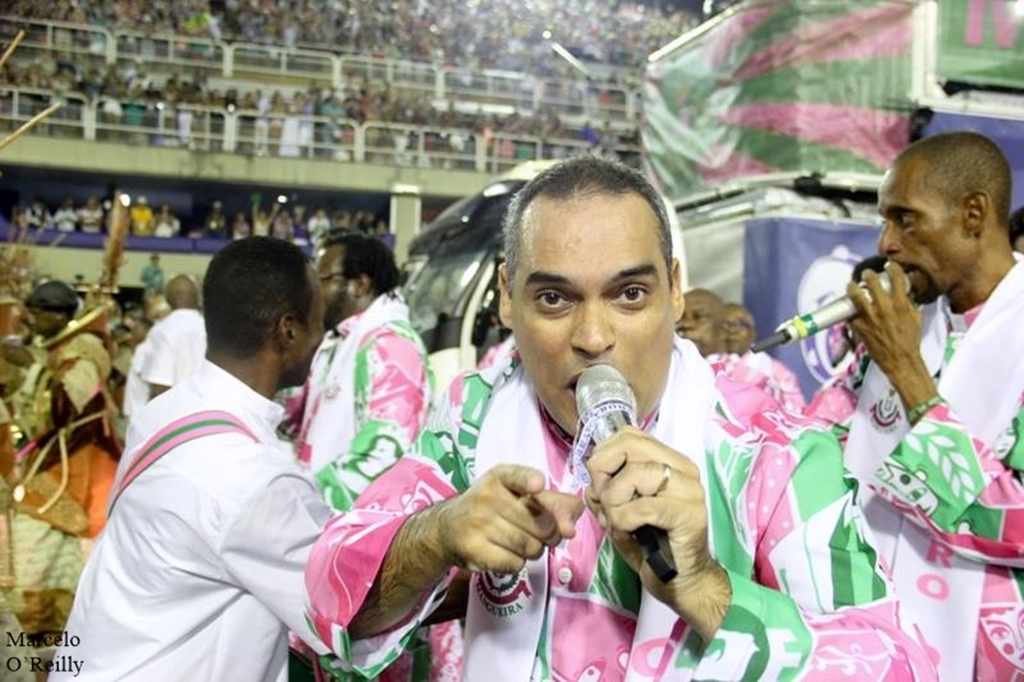
Lequinho, um dos autores do samba-enredo da Mangueira.

Na madrugada de 8 de outubro de 2023, a Mangueira escolheu seu samba para o carnaval de 2024. Dos 24 sambas inscritos no concurso, três chegaram à final. Venceu o samba composto por Lequinho, Júnior Fionda, Gabriel Machado, Fadico, Guilherme Sá e Paulinho Bandolim. Lequinho assina o samba da Mangueira pela décima segunda vez; Júnior Fionda assina seu décimo primeiro samba na escola; Gabriel Machado e Paulinho Bandolim venceram pela quinta vez; e Guilherme Sá venceu o concurso da escola pela segunda vez.

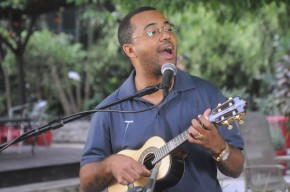
Dudu Nobre é um dos compositores do samba do Salgueiro.

O Salgueiro realizou a final da sua disputa de samba na madrugada de 12 de outubro de 2023. O concurso salgueirense recebeu a inscrição de 23 sambas. Três obras chegaram à final. Venceu o samba composto por Pedrinho da Flor, Marcelo Motta, Arlindinho Cruz, Renato Galante, Dudu Nobre, Leonardo Gallo, Ramon Via 13 e Ralfe Ribeiro. Com a vitória, Marcelo Motta assina seu nono samba no Salgueiro. 
"Este ano, mais do que nunca, é uma responsabilidade muito grande. O Salgueiro fica como voz de defesa do povo indígena. Eu tenho muita honra de ter composto, junto com os meus parceiros, a trilha sonora desse protesto. O Salgueiro será campeão do carnaval, com toda certeza. A minha parte favorita é 'Pelo povo da floresta / Pois a chance que nos resta / É um Brasil cocar'. Um Brasil em defesa do povo indígena. É o que precisamos. Isso não é um samba-enredo, é um hino de protesto que vai ganhar o mundo inteiro."
— Marcelo Motta, um dos compositores do samba do Salgueiro.

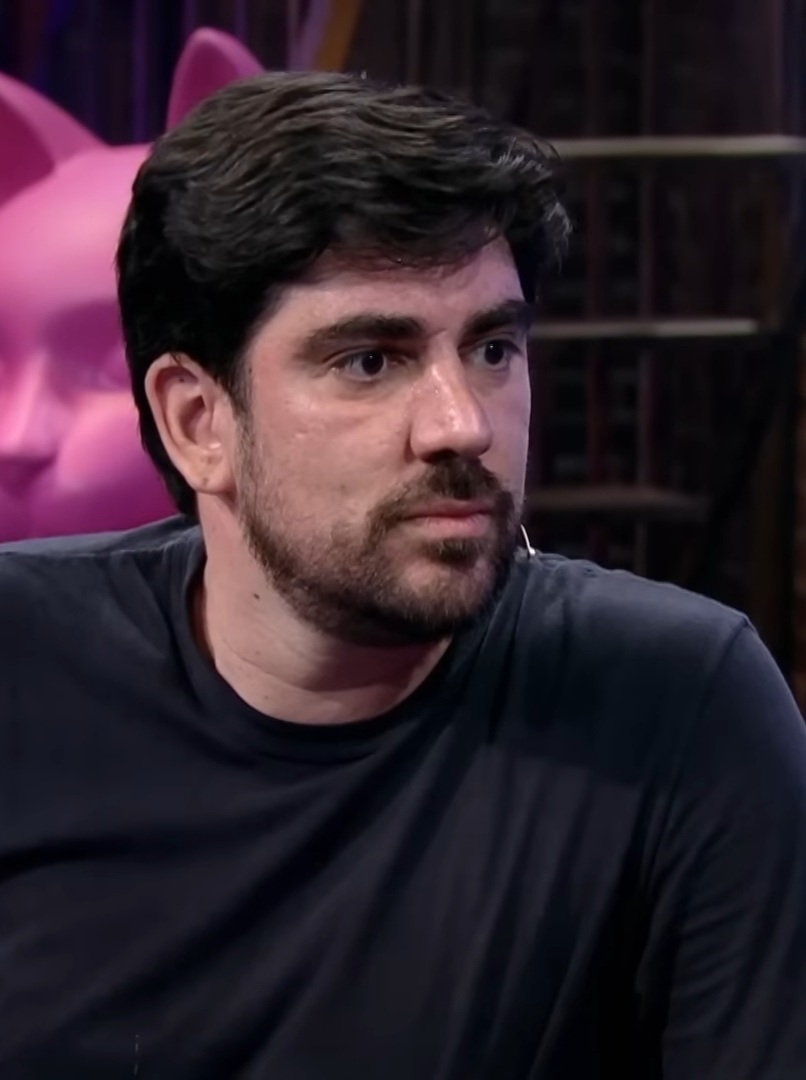
Marcelo Adnet é um dos compositores do samba da Mocidade.

A Mocidade Independente escolheu seu samba-enredo na madrugada de 15 de outubro de 2023. Das dezoito obras inscritas em sua disputa, quatro chegaram à final. Venceu o samba composto por Diego Nicolau, Paulinho Mocidade, Cláudio Russo, Richard Valença, Marcelo Adnet, Orlando Ambrosio, Gigi da Estiva, Lico Monteiro, Cabeça do Ajax, Márcio de Deus e W. Corrêa. Com a vitória, Diego Nicolau assina seu sexto samba na escola. Paulinho Mocidade, Orlando Ambrosio e Cabeça do Ajax venceram a disputa da escola pela quarta vez.
Na madrugada do dia 17 de outubro de 2023, a Imperatriz Leopoldinense definiu seu samba para o carnaval de 2024. Dez parcerias inscreveram obras para o concurso da escola. A final da disputa foi realizada entre três sambas. Pela primeira vez na história da agremiação, a diretoria optou por fazer uma junção entre duas obras. Foram utilizados o refrão principal e a primeira parte do samba composto por Jeferson Lima, Rômulo Meirelles, Jorge Goulart, Sílvio Mesquita, Carlinhos Niterói, Ronaldo Bello e Gigi da Estiva; e o refrão do meio mais a segunda parte do samba composto por Me leva, Gabriel Coelho, Luiz Brinquinho, Miguel da Imperatriz, Antonio Crescente, Renne Barbosa e Lucas Macedo. O refrão principal da obra da parceria liderada por Me Leva foi cortado pela metade e transformado num "pré-refrão", antecedendo o refrão da obra da parceria de Jeferson Lima. No dia 19 de outubro, a Imperatriz divulgou um clipe com a gravação da versão oficial do samba com pequenas modificações na letra e na melodia da obra. Um dos compositores da obra, Ronaldo Bello faleceu, aos 72 anos, vítima de câncer, quatro dias após a final da disputa.

Última escola a definir seu samba para o carnaval de 2024, a Unidos da Tijuca realizou a final do seu concurso na madrugada de 22 de outubro de 2023. De onze composições inscritas na disputa, três chegaram à final. Venceu o samba composto por Júlio Alves, Cláudio Russo, Jorge Arthur, Silas Augusto, Chico Alves e D’Sousa. Com a vitória, Júlio Alves assina seu décimo samba na Tijuca.
"Foi uma disputa muito difícil, mais difícil do que o ano passado, mas fizemos um samba com a cara da escola, com a cara da Pura Cadência (bateria), respeitando também a chegada do novo cantor, que é o Ito Melodia, e acho que isso ajudou muito. Essa é minha segunda vitória aqui na Tijuca, mas com os amigos é a oitava. Eu ganho desde 'Agudás', em 2003, e é uma escola que sempre decide pelo melhor. Já perdi muito samba quando tinha que perder e graças a Deus esse ano ganhei de novo. Tenho certeza que esse samba vai ajudar a Tijuca a fazer um grande desfile. Temos dois refrões muito bons, mas o 'põe no balaio' é especial… É uma parte muito legal e vai pegar."
— Cláudio Russo, um dos compositores do samba da Unidos da Tijuca.

## Gravação e produção
O álbum foi gravado na sala de ensaio de orquestras da Cidade das Artes, na Zona Oeste do Rio de Janeiro, durante o mês de outubro de 2023, com produção de Alceu Maia. A ideia dos responsáveis foi aproximar a sonoridade do álbum de uma gravação ao vivo, com intérpretes cantando e ritmistas tocando juntos, como acontece nos desfiles. Desde 2020, os álbuns da franquia eram gravados na Cia. dos Técnicos Studio. Anteriormente, as gravações eram divididas entre o estúdio e a Cidade do Samba. Na década de 1990, os álbuns foram gravados no Teatro de Lona da Barra, numa experiência mais próxima à gravação de 2024, mas sem a tecnologia avançada montada na Cidade das Artes.

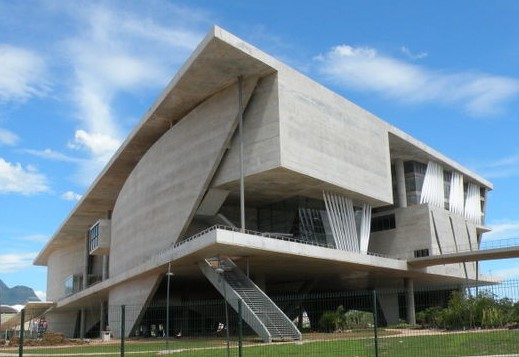
Cidade das Artes, onde foi gravado o álbum.

"Essas gravações ao vivo, já na década de 1990, nós fazíamos lá no Teatro de Lona, foi um projeto pioneiro para as escolas de samba. Era montado um estúdio em uma tenda, colocavam-se cobertores para abafar o som e fazia-se tudo que o improviso permitia. E na Cidade das Artes é outra estrutura. Uma sala que já é acusticamente tratada, outra estrutura de equipamento, mesa digital, caixas de som menores e com mais qualidade e microfones melhores para captação."
— Mario Jorge Bruno, auxiliar de produção do álbum.

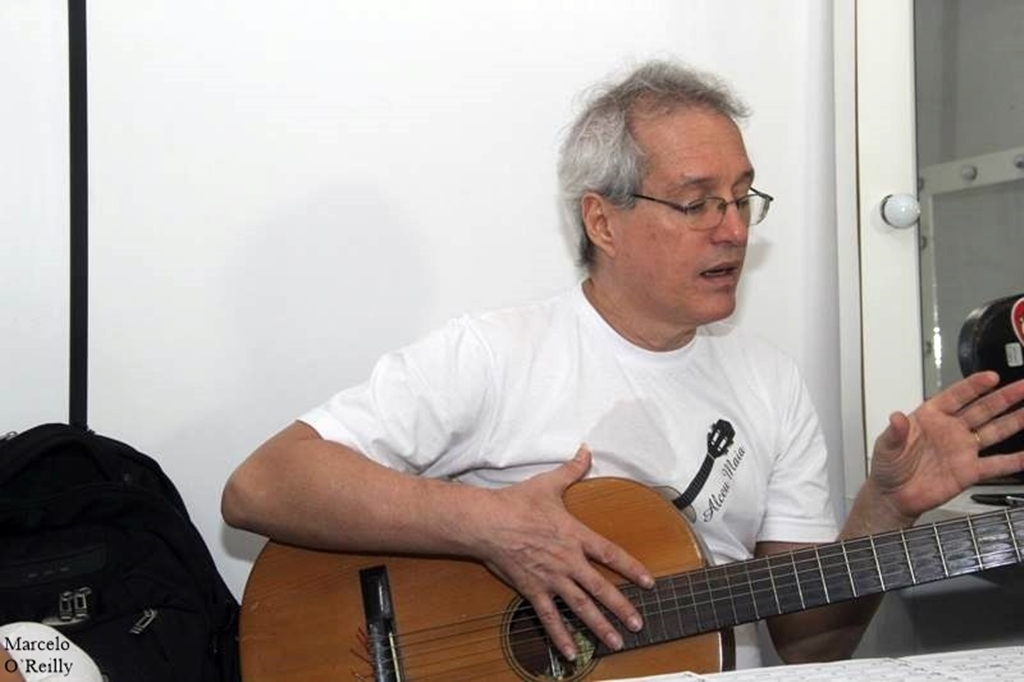
Alceu Maia, produtor do álbum.

Outra diferença para os álbuns anteriores foram os arranjos. Para o álbum de 2024, as agremiações foram liberadas para criar o próprio arranjo de seus sambas, que passaram pela aprovação do produtor Alceu Maia. As escolas também ficaram responsáveis por levar seus próprios ritmistas, instrumentos e cantores de apoio para gravar o coro do samba. As gravações começaram no dia 16 de outubro de 2023 com as escolas Vila Isabel e Grande Rio. Em seguida, gravaram Porto da Pedra e Paraíso do Tuiuti (dia 17); Viradouro e Beija-Flor (dia 18); Portela e Mangueira (dia 24); Salgueiro e Mocidade (dia 25); e Tijuca e Imperatriz (dia 26). As gravação tiveram captação audiovisual. As imagens foram captadas por sete câmeras e gruas espalhadas pela sala de gravação. Quarenta profissionais de áudio, luz, vídeo e elétrica coordenaram sambistas em um cenário de alta qualidade. Cada agremiação levou cerca de cinquenta componentes, entre ritmistas, intérpretes e compositores. Os componentes das escolas foram recebidos em camarins, com direito a uma preparadora de elenco de teatro antes de casa apresentação. Após as gravações, o álbum entrou na fase de mixagem e masterização.
"A ideia partiu com o sucesso do álbum ao vivo de 2023, que teve uma repercussão muito positiva [...] A gente sentiu que, com o sucesso, o sambista quer realmente uma coisa muito de pegada ao vivo, as pessoas tocando juntas. Acho que o álbum de estúdio tira um pouquinho da energia do pessoal tocando junto. A gente achou que reunindo todo mundo em um mesmo ambiente, conseguiria traduzir melhor essa energia do coletivo que o carnaval tem."
— Hélio Motta, vice-presidente da Liesa e presidente da Edimusa, sobre o novo modelo de gravação do álbum.

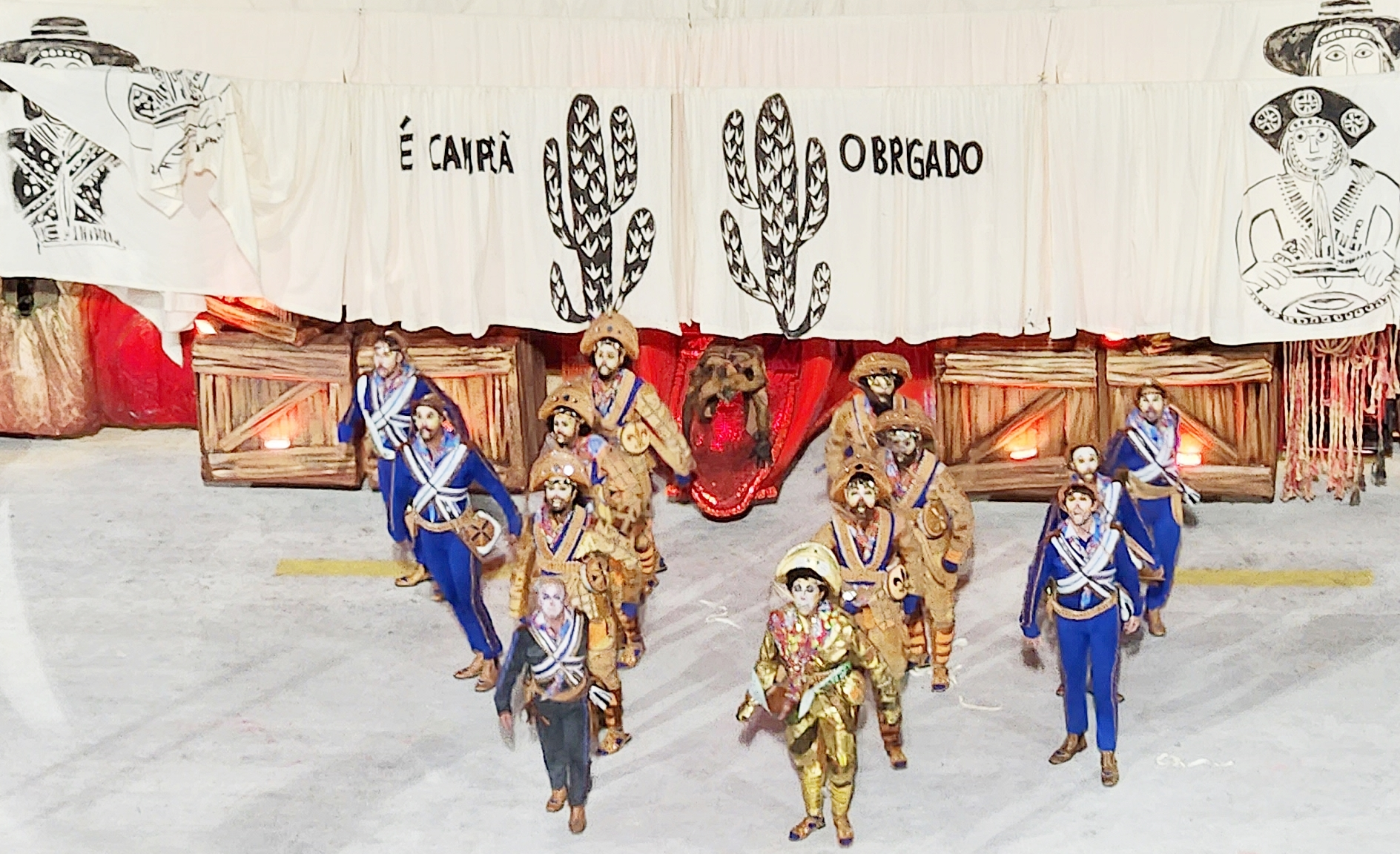
Comissão de Frente da Imperatriz no carnaval de 2023 estampou a capa do álbum.

## Capa
Tradicionalmente, a capa do álbum é estampada por uma imagem do desfile campeão do carnaval anterior. O álbum de 2024 tem em sua capa uma imagem, feita pelo fotógrafo Vítor Melo, da comissão de frente do desfile campeão da Imperatriz Leopoldinense de 2023. A imagem destaca o dançarino Michel Henrique vestido como um cangaceiro do bando de Lampião. Como não houve lançamento em CD, a contracapa com a imagem da vice-campeã do ano anterior (Viradouro) e o nome das escolas que compõem o álbum não foi produzida.

## Faixas
Tradicionalmente, a lista de faixas segue a ordem de classificação do carnaval anterior. A primeira faixa é da campeã de 2023 (Imperatriz); a segunda é da vice-campeã (Viradouro); e assim por diante. A última faixa é da escola que ascendeu do grupo de acesso, a Unidos do Porto da Pedra, campeã da Série Ouro de 2023 e promovida ao Grupo Especial de 2024.
| N.º            | Título                                                                                           | Compositor(es) | Intérpretes e participações                          | Duração |  |
| 1.             | "Com a Sorte Virada pra Lua Segundo o Testamento da Cigana Esmeralda" (Imperatriz Leopoldinense) | Jeferson Lima, Rômulo Meirelles, Jorge Goulart, Sílvio Mesquita, Carlinhos Niterói, Bello, Gigi da Estiva, Me leva, Gabriel Coelho, Luiz Brinquinho, Miguel da Imperatriz, Antonio Crescente, Renne Barbosa e Lucas Macedo | Pitty de Menezes                                     | 5:50    |  |
| 2.             | "Arroboboi, Dangbé" (Viradouro)                                                                  | Claudio Mattos, Cláudio Russo, Júlio Alves, Thiago Meiners, Manolo, Anderson Lemos, Vinicius Xavier, Celino Dias, Bertolo e Marco Moreno                                                                                   | Wander Pires                                         | 5:16    |  |
| 3.             | "Gbalá - Viagem ao Templo da Criação" (Vila Isabel)                                              | Martinho da Vila | Tinga (Part.: Martinho da Vila)                      | 4:59    |  |
| 4.             | "Um Delírio de Carnaval na Maceió de Rás Gonguila" (Beija-Flor)                                  | Kirraizinho, Lucas Gringo, Wilsinho Paz, Venir Vieira, Marquinhos Beija-Flor, Dr. Rogério, Chacal do Sax, Ramon Quintanilha e Naldinho                                                                                     | Neguinho da Beija-Flor                               | 5:15    |  |
| 5.             | "A Negra Voz do Amanhã" (Mangueira)                                                              | Lequinho, Júnior Fionda, Gabriel Machado, Fadico, Guilherme Sá e Paulinho Bandolim | Marquinho Art'Samba e Dowglas Diniz (Part.: Alcione) | 6:16    |  |
| 6.             | "Nosso Destino É Ser Onça" (Grande Rio)                                                          | Derê, Marcelinho Júnior, Robson Moratelli, Rafael Ribeiro, Tony Vietinã e Eduardo Queiroz | Evandro Malandro                                     | 5:07    |  |
| 7.             | "Hutukara" (Salgueiro)                                                                           | Pedrinho da Flor, Marcelo Motta, Arlindinho Cruz, Renato Galante, Dudu Nobre, Leonardo Gallo, Ramon Via13 e Ralfe Ribeiro                                                                                                  | Emerson Dias                                         | 5:40    |  |
| 8.             | "Glória ao Almirante Negro!" (Paraíso do Tuiuti)                                                 | Cláudio Russo, Moacyr Luz, Gustavo Clarão, Júlio Alves, Alessandro Falcão, Pier Ubertini e W. Correia | Pixulé                                               | 5:43    |  |
| 9.             | "O Conto de Fados" (Unidos da Tijuca)                                                            | Júlio Alves, Cláudio Russo, Jorge Arthur, Silas Augusto, Chico Alves e D’Sousa | Ito Melodia                                          | 6:02    |  |
| 10.            | "Um Defeito de Cor" (Portela)                                                                    | Rafael Gigante, Vinicius Ferreira, Wanderley Monteiro, Jefferson Oliveira, Hélio Porto, Bira e André do Posto 7 | Gilsinho                                             | 4:54    |  |
| 11.            | "Pede Caju que Dou... Pé de Caju que Dá!" (Mocidade Independente)                                | Diego Nicolau, Paulinho Mocidade, Cláudio Russo, Richard Valença, Marcelo Adnet, Orlando Ambrosio, Gigi da Estiva, Lico Monteiro, Cabeça do Ajax, Márcio de Deus e W. Corrêa                                               | Zé Paulo Sierra                                      | 5:50    |  |
| 12.            | "Lunário Perpétuo - A Profética do Saber Popular" (Porto da Pedra)                               | Guga Martins, Passos Júnior, Gustavo Clarão, Lucas Macedo, Leandro Gaúcho, Clairton Fonseca, Richard Valença, Gigi da Estiva, Abílio Jr, Marquinho Paloma, Cristiano Teles e Ailson Picanço                                | Wantuir                                              | 5:25    |  |
| Duração total: | Duração total:                                                                                   | Duração total: | Duração total:                                       | 1:06:00 |  |

## Conteúdo musical
- 1. "Com a Sorte Virada pra Lua Segundo o Testamento da Cigana Esmeralda" (Imperatriz)

A Imperatriz abre o álbum com um samba sobre um testamento fictício escrito por uma cigana chamada Esmeralda, onde ela descreve dicas de interpretações em busca da sorte. A melodia da obra, essencialmente romântica, tem o intuito de descrever a atmosfera misteriosa e apaixonada do universo cigano. A melodia, em tom de Sol menor, transita, suavemente, em direção ao seu relativo e ao seu homônimo maior. A letra do samba começa citando os elementos do universo do povo cigano que permeiam o imaginário popular. Segundo o enredo, o testamento da cigana chegou ao Brasil através de uma caravana de ciganos que, ao redor de fogueiras, espalhou festa, música, circo, dança e a crença popular naquilo que o testamento guardava ("Ê cigana, a caravana está em festa / Tem fogueira, dança e seresta / Nesta avenida da ilusão / Ao som de violão e violino / O verso da mais pura inspiração"). Os versos seguintes remetem ao trecho do testamento em que a cigana instruiu sobre a leitura dos sonhos. A letra também descreve a busca pela sorte nos jogos, insinuando a crença popular de que um sonho pode revelar o palpite certo para a vitória no jogo do bicho ("Descobri seu testamento e fiz um manual / Sonhei a vida feito carnaval / Em devaneios e magia / Cerquei por todos os lados / Riscando a fé no talão / Apostei na coroa e no coração"). O refrão central do samba faz referência à leitura das mãos ("O destino é traçado na palma da mão / E a vida se equilibra em cada linha / Andarilho, sonhador / Na corda bamba do amor / Encontrei minha rainha"). A segunda parte do samba começa fazendo referência ao conhecimento astrológico da cigana Esmeralda sobre os corpos celestes ("Olhei o céu no infinito da constelação / A noite, o véu, eu vi os astros na imensidão / Fui sob à luz das estrelas / Buscar a certeza da minha direção"). A seguir, a letra do samba faz alusão ao último setor do enredo, que trata sobre as premunições zodiacais atribuídas à própria Imperatriz Leopoldinense com base em seu mapa astrológico ("Ê luar de balançar maré / Meu cantar é um sinal de fé / Prenúncio da sina da minha escola / O sol beija a lua no espelho do mar / Já está marcado no meu calendário / Verde-esmeralda é vitória que virá"). No pré-refrão principal do samba é utilizado um trecho do ponto de Umbanda "Barraca Velha" ("O que é meu é da cigana, o que é dela não é meu / Quando chega fevereiro meu caminho é todo seu"). O refrão principal da obra faz referência à posição de desfile da Imperatriz, que desfilou com o dia clareando ("Vai clarear! Olha o povo cantando na rua / A Imperatriz desfila com a sorte virada pra lua").
- 2. "Arroboboi, Dangbé" (Viradouro)

A letra do samba tem o eu lírico centrado no componente da Viradouro, fazendo uso de algumas palavras e expressões em idioma fon, língua oficial do antigo Reino do Daomé, onde se passa parte do enredo. A primeira parte da obra, em tom menor (Mi menor), é marcada por uma melodia crescente. A letra do samba começa contando como surgiu a adoração à serpente sagrada. Durante uma batalha entre os reinos de Aladá e Uidá, uma serpente atravessou o campo onde estava o exército de Aladá, passando para o lado de Uidá, que venceu a disputa. A serpente passou a ser cultuada pela população de Uidá como símbolo da vitória. Mais tarde, a adoração à serpente se uniu ao culto vodu ("Eis o poder que rasteja na terra / Luz pra vencer essa guerra, a força do vodun / Rastro que abençoa Agoye / Reza pra renascer, toque de adarrum"). O trecho seguinte faz referência ao exército das guerreiras Mino, mulheres fons que formavam um dos regimentos militares do Reino do Daomé. O grupo tinha um status semi-sagrado, entrelaçado com a crença fon nos vodus. Ao serem recrutadas, as mulheres firmavam um pacto de lealdade em sangue e fogo para que nunca traíssem umas às outras ("Lealdade em brasa rubra, fogo em forma de mulher / Um levante à liberdade, divindade em Daomé"). A seguir, o samba lembra que o culto aos voduns chegou ao Brasil pelos escravizados chegados da África. Brasil e África, terras separadas que dividem o mesmo oceano, passam a dividir o mesmo sistema de magias ("Já sangrou um oceano pro seu rito incorporar / Num Brasil mais africano, outra areia, mesmo mar"). O refrão central do samba faz referência a Ludovina Pessoa, daomeana traficada ao Brasil, que era regida pela energia de Gu Rainha, uma qualificação específica do vodu Gu. Mãe (Ya) Ludovina teria recebido uma missão espiritual dos voduns para a criação de três templos, participando da fundação do Terreiro do Bogum e do Sejá Húnde, ambos na Bahia ("Ergue a casa de Bogum, atabaque na Bahia / Ya é Gu Rainha, herdeira do candomblé / Centenário fundamento da Costa da Mina / Semente de uma legião de fé"). Na passagem para a segunda estrofe, a melodia modula para Dó sustenido menor. No decorrer dos versos, ocorre uma modulação para o tom maior. A letra começa remetendo à associação do Candomblé Jeje na Bahia com irmandades católicas. O eu lírico da canção afirma que herdou a força do terreiro Sejá Húnde e das guerreiros Mino ("Vive em mim / A irmandade que venceu a dor / A força, herdei de Hundé e da luta Mino"). No trecho seguinte, a melodia transita da dolência ao vigor e volta a entrar numa dinâmica gradativa. Buscando as notas mais agudas. A letra faz referência à ligação entre a terra (Ayi) e as divindades voduns, através da natureza ("Vai serpenteando feito rio ao mar / Arco-íris que no céu vai clarear / Ayi! Que seu veneno seja meu poder / Bessen que corta o amanhecer / Sagrado Gume-Kujo"). No trecho, Bessen é Dangbé na cultura Jeje-Maí, sendo representado por uma serpente arco-íris, que "corta o amanhecer"; enquanto Gume-Kujo é o pátio onde são realizados alguns rituais sagrados. Em "Vodunsis o respeitam, clamam Kolofé / E os tambores revelam seu afé", os consagrados ao vodu (Vodúnsis) pedem benção (Kolofé) a Dangbé e, através dos tambores do Candomblé Jeje, recebem a confirmação que o Brasil é sua casa (afé). A melodia retorna à tonalidade menor, voltando a subir apenas nos dois primeiros versos do refrão principal. O pré-refrão do samba é um chamado para a luta e um aviso para não enfrentar o "ninho da serpente" em referência ao grupo de voduns ligados às serpentes ("Ê alafiou, ê alafiá, é o ninho da serpente / Jamais tente afrontar / Ê alafiou, ê alafiá, é o ninho da serpente / Preparado pra lutar"). "Alafiou" e "alafiá" são expressões usadas durante consulta ao Fá, quando todos os búzios caem virados para cima, o que significa uma confirmação do oráculo, algo que aconteceu quando a Viradouro fez a consulta para a realização do enredo e obteve a permissão. O refrão principal do samba é uma saudação a Dangbé e um pedido de proteção para a vitória da Viradouro ("Arroboboi meu pai, Arroboboi Dangbê / Destila seu axé na alma e no couro / Derrama nesse chão a sua proteção / Pra vitória da Viradouro").
- 3. "Gbalá - Viagem ao Templo da Criação" (Vila Isabel)

O clássico samba composto por Martinho da Vila em 1993 tem a letra curta (contrastando com o sambas contemporâneos) e, por isso, é repetido três vezes na faixa, ao contrário dos demais, que têm duas passadas. A letra começa mencionando o adoecimento de Oxalá, em virtude da destruição do mundo pelo próprio homem. Ao ver a geração humana se perdendo do seu propósito, promovendo a destruição do mundo e de si mesma, o orixá, associado à criação do mundo e da espécie humana, adoece ("Meu Deus / O grande criador adoeceu / Porque a sua geração já se perdeu / Quando acaba a criação / Desaparece o criador"). Frente ao adoecimento de Oxalá, a solução encontrada por Olorum e os demais orixás, para recuperar a geração que se perdeu, é depositar a esperança nas futuras gerações. Olorum, espécie de Ser Supremo nas religiões Iorubá e afrodescendentes, manda que Exu, orixá da comunicação entre o mundo espiritual e o mundo terreno, desça à Terra e busque crianças, de diferentes partes do mundo, para levá-las ao templo da criação, para que conheçam como o mundo foi concebido, conduzindo o planeta à salvação e, por consequência, salvando o próprio criador ("Pra salvar a geração / Só esperança e muito amor / Então, foram abertos os caminhos / E a inocência entrou no templo da criação / Lá os guias protetores do planeta / Colocaram o futuro em suas mãos / E através dos orixás se encontraram / Com o Deus dos deuses, Olorum"). No templo da criação, as crianças são levadas, pelos orixás, para conhecer a natureza, compreendendo como tudo foi concebido ("Viram como foi criado o mundo / Se encantaram com a mãe natureza"). Em seguida, as crianças entendem a importância do corpo humano ("Descobrindo o próprio corpo compreenderam / Que a função do homem é evoluir"); e recebem uma aula dos orixás sobre os valores fundamentais para o bem viver como o trabalho, o amor e a justiça ("Conheceram os valores do trabalho e do amor / E a importância da justiça"). Com Oxumarê, orixá do arco-íris, as crianças aprendem o valor das artes ("Sete águas revelaram em sete cores / Que a beleza é a missão de todo artista"). O único refrão do samba conclui a mensagem central do enredo – a necessidade de resgatar a Humanidade através das crianças ("Gbalá é resgatar, salvar / E a criança é esperança de Oxalá / Gbalá, resgatar, salvar / A criança é a esperança de Oxalá / Vamos sonhar..."). A faixa é finalizada com uma locução de Martinho da Vila explicando que a palavra "Gbalá", em iorubá, significa "socorrer quem está em perigo" e desejando "força para nossas crianças".
- 4. "Um Delírio de Carnaval na Maceió de Rás Gonguila" (Beija-Flor)

A quarta faixa do álbum é da Beija-Flor. A maior parte da obra é escrita em primeira pessoa, como se estivesse sendo narrada por Benedito dos Santos (Rás Gonguila), personagem central do enredo da escola. A letra do samba começa apresentando o lugar onde o personagem nasceu e sua ligação com as ruas desde cedo. O trecho também saúda Exu, o "senhor das ruas". Benedito acreditava ser descendente do imperador da Etiópia, adotando o nome de Rás à frente de seu apelido, Gonguila ("Em Maceió / O paraíso deu à luz a um menino / À beira-mar, nasci um rei / E o senhor das ruas deu o meu caminho / Eu acreditei!"). O enredo também coloca Benedito como herdeiro de Zumbi, do Quilombo dos Palmares, e dos tupis e caetés, dois dos povos originários de Alagoas ("Herdeiro da dinastia e das lutas de Zumbi / De Palmares às palmeiras e marés / Da cultura e bravura dos tupis e caetés"). A seguir, o samba lembra que Benedito foi engraxate e fundou o bloco carnavalesco Cavaleiro dos Montes ("De nobre engraxate ao novo horizonte / Real Cavaleiro dos Montes"). O refrão central do samba faz referência a manifestações culturais de Maceió, evocando o espírito festivo de Benedito ("Tem mironga, festa da ralé / Malandragem, frevo, arrasta-pé / A magia que avoa, o rosário no andor / A cantiga que ecoa no axé do meu tambor"). A segunda parte do samba começa lembrando a infância de Benedito e sua paixão por jogar pião. Quando o pião não rodava direito e caía no chão, dizia-se que era uma gonga, daí surgiu o apelido Gonguila ("Gira, mundo, feito pião que Gonguila do jeito / Que me eterniza o bendito dos plebeus"). Num dos delírios de Benedito, ele vai até a África acompanhar a coroação de Rás Tafari, de quem acredita ser descendente ("Quando encontro a corte africana / A nobreza alagoana realiza os sonhos meus"). Ainda no delírio proposto pelo enredo, Benedito encontra a Corte Nilopolitana, que seria a própria Beija-Flor de Nilópolis, promovendo uma mistura entre o samba carioca e os ritmos alagoanos como coco e o samba de roda. O trecho junta a Praia da Pajuçara, em Maceió, com a Avenida Mirandela, histórico reduto da Beija-Flor em Nilópolis ("Voa, Beija-Flor / A soberania popular me traz / Num batuque de Rás / Um coco, um pouco de samba de roda / E o povo anuncia: é ela! / Delira, tem Pajuçara no mar da Mirandela!"). O refrão principal do samba é narrado pelo próprio torcedor da Beija-Flor, que saúda a garra da escola ("Aqui é Beija-Flor, doa a quem doer / Do gênio sonhador, da gana de vencer / Tá no meu peito, tá no meu grito / Escola de respeito que coroa Benedito").
- 5. "A Negra Voz do Amanhã" (Mangueira)

A faixa da Mangueira começa com Alcione, tema do enredo, cantando, à capella, o trecho do samba antes do refrão principal. Os primeiros versos fazem referência ao nascimento de Alcione Dias Nazareth, no Maranhão, e à pluralidade de sua fé, citando Xangô e Iansã (orixás "de cabeça" da cantora) e a Virgem Maria ("Xangô chama Iansã / Que a voz do amanhã já bradou no Maranhão / Tambor de mina, encantados a girar / O divino no altar, a filha de toda fé / Sob as bênçãos de Maria, batizada Nazareth"). A melodia, em tonalidade de de mi menor expressa a densidade dos elementos religiosos. A seguir, o samba faz menção aos pais de Alcione. Seu pai, Seu João Carlos, maestro da Orquestra Jazz Guarani e da Banda da Polícia Militar do Maranhão, foi quem lhe colocou em contato com o universo musical. João Carlos também é o autor da música "Cajueiro Velho", um dos primeiros sucessos da carreira de Alcione ("Quis o destino, quando o tempo foi maestro / Soprar a vida aos pés do velho cajueiro / Guardar no peito a saudade de mainha"). A melodia modula para sol maior para expressar o afeto do ambiente familiar. O trecho seguinte faz alusão às manifestações culturais maranhenses, que tiveram papel fundamental na formação da cantora. Foi nas ladainhas de reisado que Alcione teve o primeiro contato com a arte de cantar, participando do coral com as irmãs. A cultura maranhense é comumente exaltada na discografia da cantora, especialmente o Bumba Meu Boi. São várias toadas, gravadas em diversos álbuns, citando o famoso Boi Maracanã, do qual Alcione é torcedora ("Do reisado à ladainha, São Luis o seu terreiro / Ê, bumba meu boi, ê, boi de tradição / Tem que respeitar Maracanã / Que faz tremer o chão"). O verso "Tem que respeitar Maracanã que faz tremer o chão" tem duplo sentido, fazendo menção à toada "Maranhão, Meu Tesouro, Meu Torrão" e ao famoso surdo Treme-Terra da bateria da Mangueira. A harmonia musical no verso "Ê Bumba Meu Boi" remete à toada "Boi de Lágrimas", gravada no álbum Uma Nova Paixão, de 2005. O refrão central do samba começa citando o Tambor de Crioula do Maranhão e a música "Rio Antigo", gravada no álbum Gostoso Veneno de 1979, para tratar da mudança de Alcione do Maranhão para o Rio de Janeiro no final da década de 1960. O refrão também faz referência à canção "Pode Esperar" do álbum Alerta Geral, de 1978 ("Toca tambor de crioula, firma no batuquejê / Ô pequena feita pra vencer / Vem brilhar no Rio Antigo, mostra seu poder de fato / Fina flor que não se cheira, não aceita desacato"). A segunda parte do samba começa lembrando que, no início da carreira, Alcione tocava piston, instrumento muito usados no jazz. O trecho também remete ao documentário "O Samba é Primo do Jazz", de 2021, que mostra a trajetória musical da cantora ("Vai provar que o samba é primo do jazz"). Compositores optaram pela pronúncia aportuguesada da palavra jazz, com o fonema 'a' aberto, comumente usada na música popular brasileira. A harmonia musical modula para mi maior, remetendo à musicalidade dos diversos gêneros musicais da carreira da cantora. O trecho seguinte faz referência às músicas românticas que marcaram a segunda metade da trajetória musical de Alcione ("Falar de amor como ninguém faz / Nas horas incertas, curar dissabores / Feito uma loba, impor seus valores"). A seguir, o samba remete à fundação da Mangueira do Amanhã, no Morro da Mangueira, em 1987, por Alcione. Também faz alusão à música "Os Meninos da Mangueira", de Ataulpho Alves Júnior ("E seja o pilar da esperança / Das rosas que nascem no morro da gente / Sambando, tocando e cantando / Se encontram passado, futuro e presente"). O trecho seguinte, que é cantado por Alcione no início da faixa, cita Dona Neuma e Dona Zica, também fundadoras da Mangueira do Amanhã; e o compositor mangueirense Hélio Turco, morto em 2023. Também remete à música "Obrigada", gravada por Alcione em 2005 no álbum Uma Nova Paixão ("Mangueira / De Neuma e Zica / Dos versos de Hélio que honraram meu nome / Levo a arte como dom / Um Brasil em tom marrom que herdei de Alcione"). O samba é finalizado com um pré-refrão em saudação à cantora ("Ela é odara, deusa da canção / Negra voz, orgulho da nação"), seguido do refrão principal, que faz referência ao clássico "Não Deixe o Samba Morrer", um dos maiores sucessos da carreira de Alcione ("Meu palácio tem rainha e não é uma qualquer / Arreda, homem, que aí vem mulher / Verde e rosa dinastia pra honrar meus ancestrais / Aqui o samba não morrerá jamais").
- 6. "Nosso Destino É Ser Onça" (Grande Rio)

A letra do samba da Grande Rio começa fazendo referência ao início do mito Tupinambá restaurado pelo escritor Alberto Mussa no livro Meu Destino É Ser Onça. Segundo a narrativa mítica, o mundo e os seres humanos foram criados pelo Velho, divindade ancestral que se transforma na primeira constelação. Por deter os poderes da criação e da destruição, o Velho se confunde com a onça, o ser que tudo e todos devora ("Trovejou, escureceu! / O Velho Onça, senhor da criação / É homem-fera, é brilho celeste / Devora e se veste de constelação"). O trecho seguinte descreve a destruição do mundo por obra do próprio criador, que, desiludido com os homens, aniquilou a vida terrena em um incêndio. Uma disputa entre os habitantes da segunda humanidade causou um novo dilúvio. Quando a massa líquida baixou, teve início a terceira humanidade. O trecho também cita o surgimento do sol, que, segundo a lenda, é Cuaraci, um guerreiro que vai morar no céu e ganha, de presente do filho, um enorme cocar de fogo, que ilumina todo o mundo ("Tudo acaba em fogaréu / E depois transborda em mar / A terceira humanidade Cuaraci vem clarear"). A seguir, o samba descreve as disputas travadas entre Maíra, herói civilizador ligado ao trabalho e ao cultivo do solo, e Sumé, guerreiro e feiticeiro que detinha o poder de se transformar em onça e expressava os valores da guerra. Os herdeiros de Maíra e Sumé deram sequência aos conflitos, cujas raízes são a origem dos rituais antropofágicos de transformação em onça ("Ê, Sumé, nas garras da sua ira / Enfrentou Maíra, tanto perseguiu! / Seus herdeiros vivem essa guerra / Povoando a Terra / A voz Tupinambá rugiu"). O refrão do meio cita diversos tipos e nomenclaturas de onça, concluindo que o bicho é "pai e mãe" do Brasil ("É preta, parda, é pintada, feita a mão / Suçuarana no sertão que vem e vai / Maracajá, jaguatirica ou jaguar / É jaguarana, Onça Grande, mãe e pai"). A segunda parte do samba começa citando populações indígenas brasileiras que têm a onça como personagem central de lendas e narrativas míticas ("Yawalapiti, Pankararu, Apinajé / O ritual Araweté, a flecha de Kamaiurá"). A seguir, faz referência à presença de onças e de suas simbologias em rituais religiosos afro-indígenas, como pajelanças e encantarias. Também remete ao Romance d’A Pedra do Reino, de Ariano Suassuna, que narra a construção de um império sertanejo, amamentado por uma onça, numa ressignificação da mítica história da fundação de Roma, quando os gêmeos Rômulo e Remo foram amamentados por uma loba ("No tempo que pinta a pedra, pajelança encantada / Onça-loba coroada na memória popular"). O trecho seguinte funciona como um "falso refrão", que na repetição muda a letra e mantém a melodia. Utilizando versos de um ponto de caboclo, cantado nas giras de Umbanda e Candomblé ("Kiô! Kiô, kiô, kiô, Kiera"), o trecho menciona onças lendárias do imaginário folclórico brasileiro, como a onça cabocla, a onça da mão-torta e a onça pé-de-boi e faz referência ao uso da onça como símbolo da autoafirmação de pessoas trans e travestis ("Kiô! Kiô, kiô, kiô, Kiera... / É cabocla, é mão-torta / Pé-de-boi que o chão recorta / Travestida de pantera / Kiô! Kiô, kiô, kiô, Kiera... / A folia em reverência / Onde a arte é resistência / Sou Caxias, bicho-fera!"). O refrão principal do samba começa com uma expressão indígena, em variantes do tupi antigo, que pode ser entendida como "guerreiro e guardião com asas", uma saudação ao espírito dos antigos guerreiros da nação Tupinambá, que vestiam mantos de penas durante os rituais. Os mantos simbolicamente elevavam os guerreiros ao céu, durante os rituais de transformação em onça. O refrão termina fazendo referência ao mito Tupinambá cantado no início da obra. Segunda a lenda, Sumé, que detém o poder de se transformar em onça, continua a perseguir Jaci, a Lua, no plano celeste. Diz a lenda que se a Lua for comida por Sumé, o mundo será novamente destruído ("Werá werá auê, nauru werá auê! / A 'Aldeia Grande Rio' ganha a rua / No meu destino a eternidade / Traz no manto a liberdade... / Enquanto a onça não comer a Lua!").
- 7. "Hutukara" (Salgueiro)

O samba do Salgueiro tem sua letra escrita em primeira pessoa, como se fosse narrado por Davi Kopenawa, importante liderança Yanomami e inspiração para o desenvolvimento do enredo. Segundo a escola, pela primeira vez foram utilizados termos e frases da língua Yanomami em uma música da sociedade não-indígena. O samba começa fazendo referência ao universo cosmológico Yanomami, onde Omama, o deus da criação, é responsável pelo surgimento da nova terra-floresta (Hutukara). Para ajudar na proteção desse espaço, ele também cria os xapiris, espíritos protetores. Esses seres só aparecem para os xamãs após um ritual de transe obtido a partir do pó de uma árvore, a yãkoana ("É Hutukara! O chão de Omama / O breu e a chama, deus da criação / Xamã no transe de yakoana / Evoca xapiri, a missão"). Ao mesmo tempo em que cria a floresta, Omama tem ciência do desafio de preservá-la ("Hutukara, ê! Sonho e insônia"). A seguir, "Grita a Amazônia, antes que desabe" tem duplo sentido, fazendo alusão à preservação da Amazônia e remetendo ao livro A Queda do Céu, de Davi Kopenawa e Bruce Albert, outra inspiração para o enredo. O samba faz referência às práticas e atividades diárias da população Yanomami, como a caça e os rituais, reafirmando os indígenas como a "nação original" do Brasil ("Caço de tacape, danço o ritual / Tenho o sangue que semeia a nação original"). O trecho seguinte lembra que Davi Kopenawa aprendeu a língua oficial do Brasil para poder denunciar os problemas enfrentados pela população indígena ("Eu aprendi português, a língua do opressor / pra te provar que meu penar também é sua dor"). Em referência à crise humanitária dos Yanomamis, o samba alerta que apenas falar sobre o assunto não é o suficiente, sendo preciso de mais ação ("Falar de amor enquanto a mata chora é luta sem flecha, da boca pra fora!"). O samba segue fazendo menção indireta a problemas enfrentados pelos Yanomamis, onde "bateia", utensílio usado na mineração, remete ao garimpo ilegal em terras indígenas ("Tirania na bateia, militando por quinhão / E teu povo na plateia, vendo a própria extinção"). A seguir, o samba cita Yoasi, irmão de Omama e responsável pela criação da morte e da escuridão, no sentido do "mau que julga bom" ("Yoasi que se julga: 'família de bem' / Ouça agora a verdade que não lhe convém"). O falso refrão do meio é um recado para as pessoas que só lembram dos Yanomamis no Dia dos Povos Indígenas (dezenove de abril) ou para engajamento nas redes sociais, sem se aprofundar em suas questões ("Você diz lembrar do povo Yanomami em dezenove de abril / Mas nem sabe o meu nome e sorriu da minha fome quando o medo me partiu / Você quer me ouvir cantar Yanomami pra postar no seu perfil / Entre aspas e negrito, o meu choro, o meu grito, nem a pau, Brasil!"). O samba volta a reverenciar os indígenas como a "nação original" do Brasil ("Antes da sua bandeira, meu vermelho deu o tom") e cita personalidades que ajudaram na causa Yanomami, como o indigenista Bruno Pereira e o jornalista Dom Phillips, assassinados em 2022, e o próprio Davi Kopenawa, que lidera a Hutukara Associação Yanomami, uma entidade indígena de ajuda mútua e etnodesenvolvimento ("Somos parte de quem parte, feito Bruno e Dom / Kopenawas pela terra, nessa guerra sem um cesso, / não queremos sua 'ordem', nem o seu 'progresso'"). Em seguida, o narrador deixa uma mensagem de resistência, onde "napê" representa os inimigos, garimpeiros e não-indígenas ("Napê, nossa luta é sobreviver! / Napê, não vamos nos render!"). O refrão principal do samba reproduz um grito de resistência utilizado pelos Yanomamis, "Ya Temi Xoa", que significa "ainda estou vivo", e conclama um Brasil mais indígena ("Ya Temi Xoa! aê, êa! / Ya Temi Xoa! aê, êa! / Meu Salgueiro é a flecha / Pelo povo da floresta / Pois a chance que nos resta é um Brasil cocar!").
- 8. "Glória ao Almirante Negro!" (Paraíso do Tuiuti)

A letra do samba do Tuiuti começa fazendo referência a Baía de Guanabara, palco da Revolta da Chibata ("Nas águas da Guanabara / Ainda o azul de araras / Nascia um herói libertador"). A seguir, o samba lembra que, mesmo com o fim da escravidão no Brasil, a Marinha Brasileira continuava aplicando castigos físicos aos marinheiros ("O mar com as ondas de prata / Escondia no escuro a chibata / Desde o tempo do cruel contratador / Eram navios de guerra, sem paz / As costas marcadas por tantas marés / O vento soprou à negrura / Castigo e tortura no porão e no convés"). No trecho seguinte, o samba cita os "pampas" para lembrar que João Cândido nasceu no Rio Grande do Sul; e "Minas Gerais" faz referência ao navio de guerra Minas Geraes, onde um marinheiro foi castigado, dando início ao motim da Revolta da Chibata ("Ôôô, a Casa Grande não sustenta temporais / Ôôô, veio dos Pampas pra salvar Minas Gerais"). No dia 22 de novembro de 1910, João Cândido assumiu, por indicação dos demais líderes, o comando geral de toda a esquadra revoltada, controlando o motim e pleiteando a abolição dos castigos corporais na Marinha de Guerra brasileira, sendo designado à época, pela imprensa, como Almirante Negro ("Lerê, lerê / Mais um preto lutando pelo irmão / Lerê lerê / E dizer nunca mais escravidão"). Além do Minas Geraes, o São Paulo, o cruzador Bahia e o navio de defesa costeira Deodoro também foram rendidos pelos revoltosos. A população do Rio de Janeiro se reunia à beira mar para acompanhar os acontecimentos de perto ("Meu nego, a esquadra foi rendida / E toda gente comovida / Vem ao porto em saudação"). Nos versos seguintes, o samba lembra que, com a ameaça dos revoltosos de bombardear o Rio de Janeiro, o Congresso Nacional aprovou a proibição do castigo corporal na Marinha e a anistia aos envolvidos na Revolta. Porém, com o fim da Revolta, o Governo Brasileiro, à época sediado no Palácio do Catete, decretou estado de sítio, prendendo e até matando marinheiros acusados de conspiração. João Cândido foi expulso da Marinha e preso numa cela de isolamento na Ilha das Cobras ("Ah! Nego, a anistia fez o flerte / Mas o Palácio do Catete preferiu a traição"). Dezesseis marinheiros presos na Ilha das Cobras morreram vítimas de uma reação química produzida pelo calor da cal, usada para desinfetar a cela, e o dióxido de carbono. Centenas de marinheiros foram enviados para plantações de borracha na Amazônia, sendo que nove foram executados pela tripulação ao longo do caminho, e muitos dos restantes morreram durante o trabalho nas seringueiras ("O luto dos tumbeiros / A dor de antigas naus / Um novo cativeiro / Mais uma pá de cal"). Liberto em 1912, João Cândido foi trabalhar como pescador, vendendo peixes no mercado do cais Pharoux (Praça XV), na Baía de Guanabara. Na licença poética do enredo, João foi acolhido por Iemanjá na mesma Baía de Guanabara onde protagonizou a Revolta da Chibata ("Glória aos humildes pescadores / Iemanjá com suas flores / E o cais da luta ancestral / Salve o Almirante Negro / Que faz de um samba enredo... Imortal!"). O refrão principal do samba remete a João Bosco e Aldir Blanc, autores da canção "O Mestre-Sala dos Mares", composta em homenagem a João Cândido ("Liberdade no coração / O dragão de João e Aldir / A cidade em louvação / Desce o Morro do Tuiuti").
- 9. "O Conto de Fados" (Unidos da Tijuca)

A letra do samba tijucano começa "atravessando" o mar do Brasil para Portugal, para "pescar" as histórias e lendas portuguesas e contar no carnaval ("Um samba fadado / Ao mar do outro lado / A pescar histórias, memória ancestral / Viaja na bruma da branca espuma / Pra encantar no carnaval"). A seguir, o samba faz referência a uma lenda sobre a criação da cidade de Lisboa. Segundo as lendas de Homero, Ulisses (Odisseu em grego) ao atravessar o mar Egeu, subiu até a foz do Rio Tejo, chegando até Ofiússa, nome dado pelos antigos gregos ao território português. A rainha de Ofiússa, Serpes, se apaixonou pelo grego e lhe prometeu uma cidade com seu nome caso ele ficasse com ela para sempre ("Vai buscar, no vasto oceano, o heroico Odisseu / Que, além do Egeu, não se amedrontou / Com uma rainha tão só e carente / Mulher ou serpente que jurou o seu amor"). Assim, à beira do Rio Tejo, "nasceu" Lisboa, cidade cantada e descrita por tantos poetas ("À beira do Tejo, nascia Lisboa / A musa das Loas dos seus menestréis"). No trecho seguinte, o samba remete à lenda de que os fenícios extraíam ouro da Praia de Ofir para abastecer os vastos tesouros do Rei Salomão. Em gratidão, Salomão teria enviado a Ofir uma arca repleta de corcéis, mas a embarcação naufragou durante uma tempestade. Por uma intervenção divina, os corcéis se transformaram em rochedos na praia. Segundo a lenda, os rochedos - ou Cavalos de Fão - nome popular do ponto turístico, resguardam as riquezas do local e, em caso de perigo, emergem das marés para protegê-las ("Na praia bravia, o ouro escorria / E o guardião emergia das marés"). O refrão central do samba faz alusão às lendas e crenças mágicas dos povos pré-romanos que habitavam a Península Ibérica durante a idade do Bronze e às entidades adoradas por esses povos, como Sucellus, o deus da agricultura e do vinho ("Põe no balaio um punhado de magia / Das divindades que invadiam o lugar / Põe no balaio e amassa com carinho / Que do cacho eu faço vinho pra colheita festejar"). A segunda parte do samba começa citando o Fado, estilo musical português que, segundo as lendas, surgiu nas ruas de Lisboa. Também remete às histórias sobre a doçaria conventual portuguesa ("N'alma do fado, mil e uma noites, doces sabores, velho saber"). A seguir, o samba faz referência à Escola de Sagres e ao período das grandes navegações, quando Portugal se tornou uma superpotência marítima, com várias colônias, desde Angola (Matamba) até o Brasil (Vera Cruz). O trecho faz uma crítica aos colonizadores e a escravidão ("Sonho de Sagres... foi a Matamba, herdou o samba, Ifá, dendê / Portugal, das glórias que revelam o passado / Ao monstro que sangrou escravizados / E veio aportar no mar / Que brilha sob o céu de Vera Cruz"). O samba termina pregando a paz entre as religiões, fazendo alusão às histórias dos santos católicos cultuados em Portugal e às religiões de vertente africana que o processo de escravização levou ao Brasil. O trecho cita a alfazema, flor cultuada em Portugal como símbolo de paz ("Um banho de alfazema que conduz / O Santo Rosário e o povo de fé, de fé / Pra cantar o fado tijucano / Macumbado de amém e axé"). O refrão principal do samba cita o alecrim, símbolo de purificação do catolicismo; e o benjoim, usado nas religiões de matrizes africanas para defumar e purificar os ambientes ("Gira baiana perfumada de alecrim / Que a Unidos da Tijuca defuma no benjoim / Gira na roda a saia de linho rendado / Que o fado vira samba e o samba vira fado").
- 10. "Um Defeito de Cor" (Portela)

O samba da Portela é uma mensagem de Luís Gama (Omotunde) para sua mãe, Luísa Mahin (Kehinde), figura central do livro que inspira o enredo. A letra da obra começa fazendo referência ao samba, gênero musical criado a partir de ritos e instrumentos artísticos e religiosos africanos e afro-brasileiros. Na visão poética da obra, o samba é o meio que une novamente Omotunde e Kehinde ("O samba genuinamente preto / Fina flor, jardim do gueto / Que exala o nosso afeto"). A seguir, Omotunde se dirige diretamente a mãe, de quem foi separado ainda criança, dizendo sentir saudades. Ele também lembra de seu batismo, do povo Jeje (origem de sua mãe) e de quando um Babalaô revelou que ele seria filho de Xangô ("Me embala, oh! Mãe, no colo da saudade / Pra fazer da identidade nosso livro aberto / Omotunde, vim do ventre do amor / Omotunde, pois assim me batizou / Alma de Jeje e a justiça de Xangô / O teu exemplo me faz vencedor"). Omotunde lembra a profunda ligação de Kehinde com as mulheres da família: sua mãe, avó e sua irmã gêmea. A águia, além de símbolo da Portela, era o vodu preferido da avó de Kehinde. Em Uidá, essas mulheres viram, pela primeira vez, o mar, cuja cor imediatamente relacionaram com o manto azul de Iemanjá, bordado pela avó de Kehinde. Todos esses detalhes foram descritos numa carta escrita por Kehinde, a qual Omodunte responde no samba ("Sagrado feminino ensinamento / Feito águia, corta o tempo / Te encontro ao ver o mar / Inspiração a flor da pele preta / Tua voz, tinta e caneta / No azul que reina Iemanjá"). O refrão central do samba faz uma crítica social sobre a escravidão, colocando as favelas como uma continuação dos quilombos de escravizados. O refrão cita Benim, antigo Daomé, origem da família de Kehinde; e o Reino de Benguela, importante grupo étnico para a formação da sociedade afro-brasileira ("Salve a Lua de Benin, viva o povo de Benguela / Essa luz que brilha em mim e habita a Portela / Tal a história de Mahin, liberdade se rebela / Nasci quilombo e cresci favela!"). A segunda parte do samba começa lembrando que Kehinde foi escravizada e traficada ao Brasil, atravessando a "Kalunga Grande" (Mar) num navio negreiro. Em Salvador, teve ajuda de mulheres como Nega Florinda, Agontimé e Mãe Rosa. Agontimé deu a Kehinde uma estátua de Oxum cheia de ouro em pó, que foi utilizado para pagar sua alforria. Em contato com outros escravizados, pôs em prática sua fé nos orixás e nos vodus africanos ("Orayeye Oxum, Kalunga! / É mão que acolhe outra mão, macumba! / Teu rosto vestindo o adê / No meu alguidar tem dendê / O sangue que corre na veia é Malê!"). O trecho também remete a participação de Kehinde na Revolta dos Malês, o maior levante de escravizados da história do Brasil. No trecho seguinte, Omotunde volta a se dirigir diretamente a sua mãe ("Em cada prece, em cada sonho, nêga / Eu te sinto, nêga / Seja onde for") e recebe a resposta da mesma, que diz continuar cuidando do filho de onde está ("Em cada canto, em cada sonho, nêgo / Eu te cuido, nêgo cá de onde estou"). No refrão principal do samba portelense, Omotunde volta a exaltar o legado da mãe ("Saravá Kehinde! Teu nome vive! / Teu povo é livre! Teu filho venceu, mulher! / Em cada um nós, derrame seu axé!").
- 11. "Pede Caju que Dou... Pé de Caju que Dá!" (Mocidade)

Com humor e frases de duplo sentido, o samba da Mocidade tem como tema o caju. A obra começa com o narrador demonstrando grande vontade em saborear o fruto ("Eu quero um lote / Saboroso e carnudo / Desses que têm conteúdo / O pecado é devorar"). Na sequência, sinaliza que o gesto de cravar os dentes no caju lembra a Antropofagia, fazendo referência ao Movimento Modernista e a obra de Mário de Andrade ("É que esse mote beira Antropofagia / Desce a glote, poesia / Pede caju que dá"). O narrador segue com o desejo incontrolável de abocanhar um lote de caju, classificado como "delícia nativa", sinalizando a origem brasileira do pseudofruto ("Delícia nativa / Onde eu possa pôr os dentes / Que não fique pra semente / Nem um tasco de mordida"). O trecho seguinte trata dos povos originários, lembrando os tupis, de onde surgiu a expressão acayu (caju) e as "guerras do caju", disputas travadas por diferentes tribos pela colheita dos frutos ("Aí Tupi no interior do cafundó / Um quiproquó! / Virou guerra assumida"). O refrão do meio começa fazendo alusão ao livro Tempo de Caju, de Socorro Acioli, citando os personagens Tamandaré e Porã ("Provou Porã / Provou! / Fruta no pé / Se lambuzou Tamandaré"). Em seguida, lembra a chegada dos estrangeiros ("o olho claro") ao Brasil e a cobiça ao fruto, que foi taxado e exportado. O refrão termina com uma expressão em duplo sentido para expressar o "assanhamento" dos estrangeiros com o fruto ("O mel escorre, o olho claro se assanha / Se a polpa é desse jeito, imagine a castanha"). A segunda parte do samba começa lembrando que o caju se espalhou por outros lugares do mundo ("Por outras praias, a nobreza aprovou / Se espalhou... Tão fácil, fácil!"). Os versos seguintes remetem a disputa entre os estados do Rio Grande do Norte e do Piauí sobre qual seria o cajueiro de maior medida no Brasil e no Mundo. O cajueiro do Rio Grande do Norte foi plantado em 1888 por um pescador chamado Luiz Inácio de Oliveira ("E nesta terra onde tamanho é documento / Vou erguer um monumento para seu Luiz Inácio"). O trecho, em duplo sentido, pode ser entendido também como uma referência ao então presidente do Brasil, Luiz Inácio Lula da Silva. Segundo a tradição oral, o Cajueiro-Rei, no Delta do Parnaíba (Piauí), que também reivindica o título de maior do Mundo, surgiu através da disputa de dois guerreiros pelo amor de uma cunhã-poranga ("Nessa batalha, teve aperreio! / Duas flechas e no meio uma tal Cunhã-poranga"). A seguir, o samba retrata o caju nas artes, usando como exemplo uma das aquarelas mais famosas do pintor francês Jean-Baptiste Debret, que retrata uma mulher escravizada vendendo cajus. O fruto também aparece na tela "A Feira" de Tarsila do Amaral, pintora paulista e uma das expoentes da Semana de Arte Moderna de 1922 ("Tarsila pinta a senha modernista / Tira a tradição da pista / Vai, Debret, chupa essa manga!"). Em seguida, o samba se refere a canção "Cajuína", homenagem do cantor e compositor Caetano Veloso ao amigo Torquato Neto ("É Tropicália, tropicana, cajuína / Pela intacta retina / a estrela no olhar"). O samba finaliza com mais um verso de duplo sentido, em que "batida mais quente" faz referência a batida (bebida) de caju e a bateria da Mocidade, chamada "Não Existe Mais Quente" ("Carne macia com sabor independente / A batida mais quente deixa o povo provar"). No refrão principal do samba, o narrador faz uma louvação ao caju, pedindo "um cheiro", expressão popular no Nordeste do Brasil, região onde surgiu o fruto ("Meu caju, meu cajueiro / Pede um cheiro que eu dou! / O puro suco do fruto meu amor / É sensual esse delírio febril / A Mocidade é a cara do Brasil!").
- 12. "Lunário Perpétuo - A Profética do Saber Popular" (Porto da Pedra)

O samba do Porto da Pedra é uma obra interpretativa, com letra em primeira pessoa, como se fosse narrado pelo próprio Lunario Perpetuo, com foco central no saber popular e no enriquecimento do livro original com os elementos da cultura nordestina brasileira, por isso, melodicamente, apresenta nuances que remetem à musicalidade nordestina, como o xote e o baião. A letra do samba começa fazendo referência às orientações do Lunario baseadas na astrologia. No almanaque, o céu e a lua são explicações para os sentimentos humanos ("Olhe pro céu onde a lua vagueia / As estrelas brilham no chão / Sabedoria é luz que clareia / Porto da Pedra no meu coração"). A seguir, o Lunario se apresenta como um "conselheiro" para o leitor, com dicas sobre os pontos cardeais, a alquimia medieval e os fundamentos dos atabaques ("Sou seu Lunario! Conselheiro imortal! / Já 'folheando' cada ponto cardeal / Alquimia de almanaque / Sou eu, sou eu / Cada toque no atabaque / Sou eu, sou eu"). O trecho seguinte remete a chegada do Lunario no Sertão Nordestino, no auge de uma intensa seca, de onde fugiram mais de oitenta mil retirantes ("Quem acendeu as lamparinas desse céu? / Quem acendeu as lamparinas desse céu? / No Brasil os retirantes são os astros de cordel"). Segundo Câmara Cascudo o Lunario foi o livro mais lido no nordeste brasileiro durante dois séculos. O samba aponta que os saberes do almanaque foram incorporados aos saberes dos sertanejos. O Lunario possui um extenso capítulo que ensina sobre banhos, infusões e defumações com auxílio de flores e folhas, práticas comungadas por benzedeiras, rezadeiras e parteiras nordestinas ("O sertão profetizou, cada flor do Cariri / A 'ciência' desse povo, eu não guardo só pra mim / Separei as folhas secas misturadas no pilão / Confiei à rezadeira uma nova oração"). O refrão central do samba segue elencando as utilidades do Lunario, como dicas de navegação, biografias de santos e astrologia ("Só porque eu escolhi, navegar por esse mar! / A viola perguntou para o santo do lugar / Responda, 'meu Sinhô'! Será que é amor? / Meu povo vai passar!"). A segunda parte do samba começa remetendo a sabedoria da arte popular, com referências ao retorno do Porto da Pedra ao Grupo Especial e ao Movimento Armorial, uma iniciativa com o objetivo de criar uma arte erudita a partir de elementos da cultura popular nordestina, convergindo todas as formas de expressões artísticas: música, dança, literatura, artes plásticas, teatro, cinema, arquitetura, entre outras ("Tanta gente esperou por esse dia... / O pincel, a cantoria... Nunca foi ponto final! / E lá do 'auto' como a vida é um repente / O estandarte vai na frente / Muito mais que carnaval!"). No trecho, "auto" faz referência ao Auto da Compadecida, de Ariano Suassuna. Em seguida, o samba homenageia o cantor e instrumentista Antônio Nóbrega, um dos expoentes do Movimento Armorial. Antônio integrou o grupo Quinteto Armorial, fundou o Instituto Brincante, e lançou, em 2002, o espetáculo Lunário Perpétuo, com inspiração no almanaque e na cultura nordestina ("Vem Antônio, vem menino! / Seu destino é cirandar / Um brincante nordestino / A missão: perpetuar!"). O refrão principal do samba remete aos ensinamentos obtidos através da compreensão do almanaque, onde expõe as fases da lua e de como estas mudanças interferem na maré dos oceanos. Assim, a lua em quarto minguante resguarda o período de seca no interior nordestino. Quando a lua "vira" (muda de fase), a maré também "vira" (sobe), iniciando o período de fartura do sertanejo. O refrão também cita o tigre, símbolo do Porto da Pedra e faz uma sutil referência a Manoel Caboclo e Silva, criador da "Folhetaria Casa dos Horóscopos", que editava e imprimia cordéis e almanaques inspirados no Lunario Perpetuo ("Quarto minguante, a moringa quase seca / Maré virou... Virou luar! / Tem alambique pra beber na quarta-feira / Okê, Caboclo! Tempo bom vem pra ficar! / Quarto minguante, a moringa quase seca / Maré virou... Virou luar! / Tem alambique pra beber na quarta-feira / Faltava o tigre pro Lunario completar!").

## Crítica profissional
| Críticas profissionais | Críticas profissionais |
| Avaliações da crítica  | Avaliações da crítica  |
| Fonte                  | Avaliação              |
| ---------------------- | ---------------------- |
| O Globo                | Favorável              |
| G1                     | [ 79 ]                 |
| Sambario               | Favorável              |

Bernardo Araujo, em sua crítica para O Globo, apontou que "com baterias bem gravadas, temas recorrentes, abordagens novas e tradicionais, o disco do Grupo Especial ratifica o bom momento que vive o gênero samba-enredo". O crítico destacou os sambas da Imperatriz ("um dos melhores sambas do ano, leve, melódico e bem puxado por Pitty de Menezes"); Salgueiro ("faz sucesso ao abordar de forma agressiva um assunto sério [...] uma das melhores letras do ano"); Mocidade ("hit pré-carnavalesco") e Grande Rio ("bem-humorada e leve no folclore pop-amazônico [...] um dos mais saborosos da safra"). Ainda segundo Bernardo, 31 anos depois, Gbalá, de Martinho da Vila, "segue lindo, mesmo pouco conhecido"; a Unidos da Tijuca apresenta um samba "cadenciado e assobiável puxado pela fera Ito Melodia"; na obra da Mangueira, "tambores de mina do Maranhão, a força feminina e os deuses africanos se unem em um belo samba"; o samba do Paraíso do Tuiuti "faz lembrar antigos carnavais", mas, "apesar da grife Moacyr Luz-Cláudio Russo (entre outros parceiros), o samba não se destaca em meio à boa safra"; na gravação da Portela, "o vozeirão de Gilsinho defende a triste melodia com a firmeza de sempre"; a Beija-Flor "foge da fórmula que segue há décadas. A lenda Neguinho da Beija-Flor faz bem seu trabalho, mas o samba escorrega no refrão 'Aqui é Beija-Flor / Doa a quem doer'"; Na obra da Viradouro, "a intrincada lenda afro-baiana acaba resultando em um samba difícil, que dará trabalho à bateria de Mestre Ciça"; e o enredo do Porto da Pedra é "traduzido para o carnavalês com sabor nordestino, em boa levada de baião na voz experiente de Wantuir".

Mauro Ferreira, do G1, destacou os sambas da Imperatriz ("o impressionante é que, a rigor, o samba é resultado da junção de dois sambas distintos. A costura foi bem feita e gerou um único samba com refrão forte e fragmentos melódicos de real beleza"); Salgueiro ("ágil samba que potencializa a força do enredo político de esquerda que exalta a mitologia do povo indígena Yanomami"); Paraíso do Tuiuti ("a escola mantém inalterado o time de compositores que tem rendido prestígio à agremiação no quesito"); e Viradouro ("também se mantém em alta no quesito com samba, cujo enredo é o culto ao vodu Dambê que migrou da África para o Brasil"). Segundo o crítico, "também entre os destaques, mas com menor peso, a Unidos da Tijuca marca presença com O Conto de Fados"; "a Unidos de Vila Isabel é hors-concours no ranking por reeditar o samba-enredo do Carnaval de 1993, composto por Martinho da Vila e regravado 30 anos depois com a participação do autor bamba na gravação puxada por Tinga"; o enredo da Beija-Flor "é patrocinado pela Prefeitura de Maceió, mas o viés da homenagem à cidade é criativo". Para Mauro, Grande Rio, Mocidade e Porto da Pedra "apresentam sambas medianos [...] mas pode ser que cresçam na avenida e virem o jogo"; enquanto Mangueira e Portela "desvalorizam excelentes enredos com sambas medianos".
Carlos Fonseca, do site especializado Sambario, apontou que o álbum apresenta "uma sonoridade que se aproxima dos áudios oficiais da avenida, com todos os músicos tocando juntos", enquanto a safra de sambas "consegue ser inferior a de 2023". Carlos destacou as obras de Vila Isabel ("Uma das maiores canetadas de Martinho da Vila [...] Só ele mesmo para simplificar em obra-prima um enredo que a leigos olhos parece um tanto complexo"); Salgueiro ("o Salgueiro volta a ter um grande samba-enredo [...] Sem dúvida, a mensagem mais clara e correta possível para a defesa do povo Yanomami"); Portela ("a mensagem do enredo é passada com uma maestria ímpar"); e Mocidade ("Muito além da melodia solta, a letra ao mesmo tempo te empolga e te diverte com sacadas impagáveis [...] O caju deu samba! E um samba que exala a essência divertida do carnaval"). Também foram elogiados os sambas de Porto da Pedra ("Apesar da letra bem extensa e ser melodicamente denso, é um lunário muito bem contado e que você não cansa de ouvir"); Viradouro ("samba valente [e melodicamente desafiador] para o enredo"); e Mangueira ("É um bom samba e a gravação num todo o melhorou bem, embora ache que Marrom merecesse algo ainda melhor"). Para Carlos, a Imperatriz "fez de uma surpreendente junção um resultado razoável, chegando bem próximo do bom"; no samba da Grande Rio, "a impressão que fica é de que o desenvolvimento do enredo, tido como complexo, atrapalhou o desenvolvimento musical, pois a inclusão de termos relativos ao tema sobre as onças no imaginário Tupinambá dificulta muito a métrica e (principalmente) a melodia"; e "Para um senhor enredo sobre o 'Dragão do Mar' João Cândido, um dos grandes personagens da história brasileira, esperava muito mais" no samba do Tuiuti. As obras mais criticadas foram da Unidos da Tijuca ("Tecnicamente bem fraco, mas que o velho poder do 'banho de estúdio' transformou numa 'farofa' escutável") e Beija-Flor ("o resultado decepciona [...] A história dos carnavais de Maceió sob a visão de Rás Gonguila é narrada da maneira mais gelada e convencional possível").

## Os sambas no carnaval

### Premiações
A Imperatriz teve o samba mais premiado do ano. Abaixo, os prêmios recebidos por cada samba:
| - "Com a Sorte Virada Pra Lua, Segundo o Testamento da Cigana Esmeralda" (Imperatriz) 1. Estandarte de Ouro 2. Estrela do Carnaval 3. Fala Galera Carna Insta 4. Plumas & Paetês Cultural 5. Prêmio 100% Carnaval 6. S@mba-Net | - "Hutukara" (Salgueiro) 1. Gato de Prata 2. Resenha dos Sambistas 3. Troféu Sambario 4. Troféu Tupi Carnaval Total - "Gbalá - Viagem ao Templo da Criação" (Vila Isabel) 1. Prêmio SRzd - "Pede Caju Que Dou... Pé de Caju Que Dá!" (Mocidade) 1. Troféu Explosão in Samba |

## Ao Vivo Sapucaí 2024
Assim como no carnaval anterior, a Rio Carnaval lançou o álbum com os sambas gravados, ao vivo, no sambódromo, durante os desfiles oficiais. Sambas de Enredo Rio Carnaval (Ao Vivo Sapucaí 2024) foi lançado no dia 22 de março de 2024 nas principais plataformas digitais de áudio. No YouTube, a Rio Carnaval lançou clipes dos áudios com imagens dos desfiles. O álbum foi produzido pelo cantor e instrumentista Pretinho da Serrinha.

Campeã do carnaval de 2024, a Viradouro estampa a capa do álbum com a imagem de um tamborim estilizado com o desenho de uma serpente coroada e um arco-íris (em referência ao enredo da escola) junto com as inscrições "Campeã" e "40 pontos", pelo fato da agremiação receber a nota máxima no quesito bateria. O alinhamento das faixas segue a ordem de classificação do carnaval de 2024. A primeira faixa é da campeã, Viradouro; a segunda é da vice-campeã, Imperatriz; e assim por diante. O álbum tem 84 minutos de duração com cada faixa tendo sete minutos.
"A grande safra de sambas do carnaval 2024 possibilitou criar um produto ainda mais impactante para o público. O folião vai sentir que está no Sambódromo, seja ao lado do cantor ou até mesmo dentro da bateria [...] É um álbum que retrata com fidelidade o clima de cada apresentação na Sapucaí, mostrando que o gênero samba-enredo pode ser ouvido não só no período que antecede o carnaval, mas durante o ano todo."
— Pretinho da Serrinha, produtor do álbum.

| Lista de faixas |                                                                                                  | |                                                      |         |  |
| N.º             | Título                                                                                           | Compositor(es) | Intérpretes                                          | Duração |  |
| 1.              | "Arroboboi, Dangbé" (Viradouro)                                                                  | Claudio Mattos, Cláudio Russo, Júlio Alves, Thiago Meiners, Manolo, Anderson Lemos, Vinicius Xavier, Celino Dias, Bertolo e Marco Moreno                                                                                   | Wander Pires                                         | 7:00    |  |
| 2.              | "Com a Sorte Virada pra Lua Segundo o Testamento da Cigana Esmeralda" (Imperatriz Leopoldinense) | Jeferson Lima, Rômulo Meirelles, Jorge Goulart, Sílvio Mesquita, Carlinhos Niterói, Bello, Gigi da Estiva, Me leva, Gabriel Coelho, Luiz Brinquinho, Miguel da Imperatriz, Antonio Crescente, Renne Barbosa e Lucas Macedo | Pitty de Menezes                                     | 7:00    |  |
| 3.              | "Nosso Destino É Ser Onça" (Grande Rio)                                                          | Derê, Marcelinho Júnior, Robson Moratelli, Rafael Ribeiro, Tony Vietinã e Eduardo Queiroz | Evandro Malandro                                     | 7:00    |  |
| 4.              | "Hutukara" (Salgueiro)                                                                           | Pedrinho da Flor, Marcelo Motta, Arlindinho Cruz, Renato Galante, Dudu Nobre, Leonardo Gallo, Ramon Via13 e Ralfe Ribeiro                                                                                                  | Emerson Dias                                         | 7:00    |  |
| 5.              | "Um Defeito de Cor" (Portela)                                                                    | Rafael Gigante, Vinicius Ferreira, Wanderley Monteiro, Jefferson Oliveira, Hélio Porto, Bira e André do Posto 7 | Gilsinho                                             | 7:00    |  |
| 6.              | "Gbalá - Viagem ao Templo da Criação" (Vila Isabel)                                              | Martinho da Vila | Tinga                                                | 7:00    |  |
| 7.              | "A Negra Voz do Amanhã" (Mangueira)                                                              | Lequinho, Júnior Fionda, Gabriel Machado, Fadico, Guilherme Sá e Paulinho Bandolim | Marquinho Art'Samba e Dowglas Diniz (Part.: Alcione) | 7:00    |  |
| 8.              | "Um Delírio de Carnaval na Maceió de Rás Gonguila" (Beija-Flor)                                  | Kirraizinho, Lucas Gringo, Wilsinho Paz, Venir Vieira, Marquinhos Beija-Flor, Dr. Rogério, Chacal do Sax, Ramon Quintanilha e Naldinho                                                                                     | Neguinho da Beija-Flor                               | 7:00    |  |
| 9.              | "Glória ao Almirante Negro!" (Paraíso do Tuiuti)                                                 | Cláudio Russo, Moacyr Luz, Gustavo Clarão, Júlio Alves, Alessandro Falcão, Pier Ubertini e W. Correia | Pixulé                                               | 7:00    |  |
| 10.             | "Pede Caju que Dou... Pé de Caju que Dá!" (Mocidade Independente de Padre Miguel)                | Diego Nicolau, Paulinho Mocidade, Cláudio Russo, Richard Valença, Marcelo Adnet, Orlando Ambrosio, Gigi da Estiva, Lico Monteiro, Cabeça do Ajax, Márcio de Deus e W. Corrêa                                               | Zé Paulo Sierra                                      | 7:00    |  |
| 11.             | "O Conto de Fados" (Unidos da Tijuca)                                                            | Júlio Alves, Cláudio Russo, Jorge Arthur, Silas Augusto, Chico Alves e D’Sousa | Ito Melodia                                          | 7:00    |  |
| 12.             | "Lunário Perpétuo - A Profética do Saber Popular" (Porto da Pedra)                               | Guga Martins, Passos Júnior, Gustavo Clarão, Lucas Macedo, Leandro Gaúcho, Clairton Fonseca, Richard Valença, Gigi da Estiva, Abílio Jr, Marquinho Paloma, Cristiano Teles e Ailson Picanço                                | Wantuir                                              | 7:00    |  |
| Duração total:  | Duração total:                                                                                   | Duração total: | Duração total:                                       | 1:24:00 |  |